# El príncep
El príncep (Il Principe) és un tractat de política escrit per Nicolau Maquiavel (1469 - 1527), el qual ha estat traduït al català per Jordi Moners i Sinyol, i Carme Arenas. Pere Coromines va començar a traduir El príncep durant la segona dècada del segle xx,
però el va abandonar ràpidament. Va deixar alguns experiments de traducció per part del Tractat de Maquiavel: la dedicatòria i els tres primers capítols.

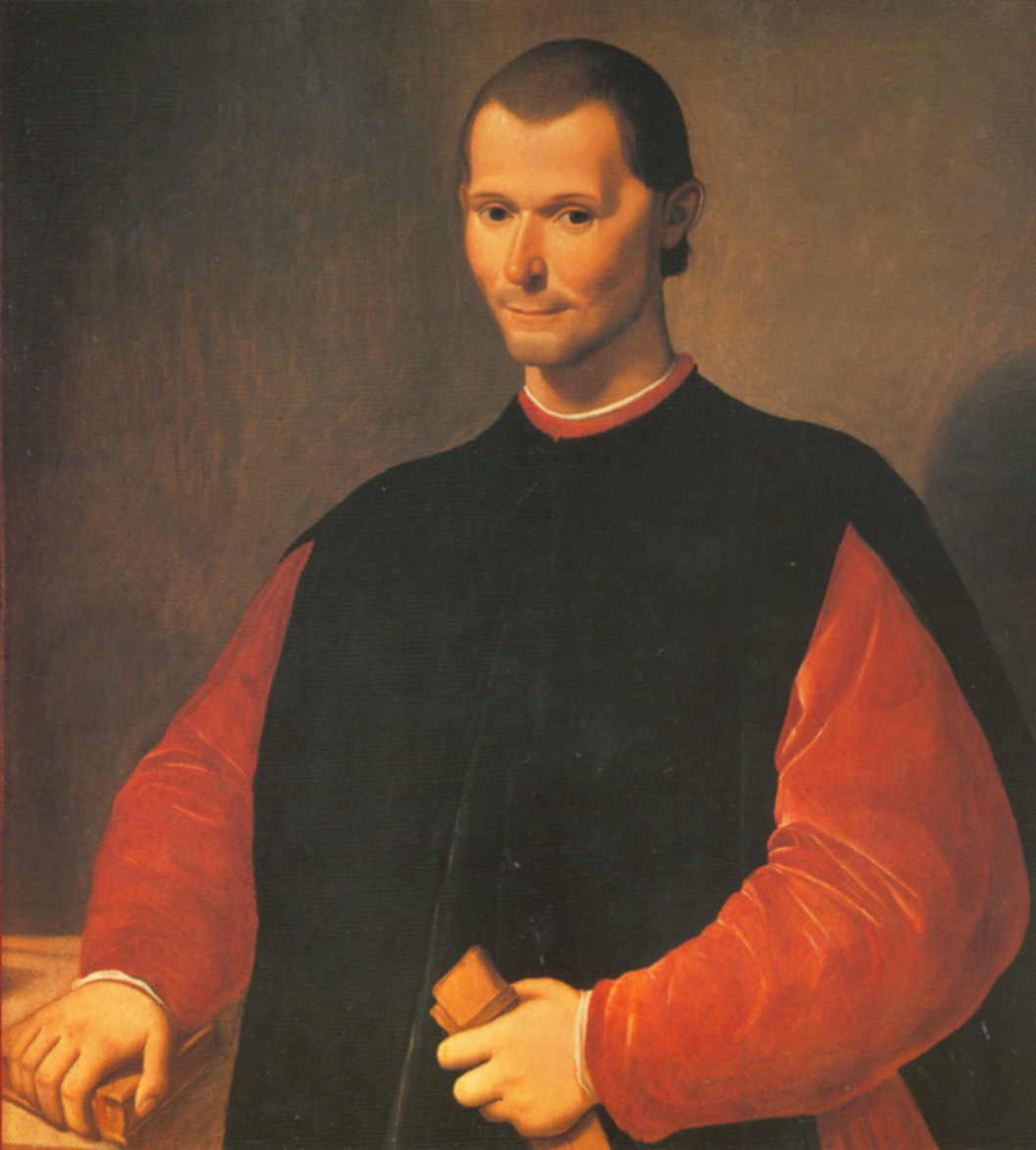
Retrat pòstum de Nicolau Maquiavel per Santi di Tito

L'obra, redactada el 1513, va fer que Maquiavel no pogués acabar el llibre Discursos sobre la primera dècada de Titus Livi fins al primer semestre de 1514; fou dedicada a Llorenç de Mèdici, a qui va adreçat també el darrer capítol (cap. xxvi), escrit versemblantment al mateix temps que la dedicatòria per exhortar-lo a alliberar i unificar políticament Itàlia. El príncep fou publicat pòstumament el 1532 i representa una fita en el desenvolupament d'una concepció realista de la política. L'obra ha estat considerada com el punt de partida de la ciència política moderna, ja que Maquiavel, fonamentant-se en el naturalisme renaixentista, trenca la dependència de la política amb la moral, amb la religió o amb la idealització. I realitza una anàlisi i una descripció de la societat que es basa en la realitat efectiva, segons principis realistes i immanents i mostra com esdevenir i mantenir-se príncep, analitzant exemples de la història antiga i la història italiana de l'època. Com que l'obra no donava consells morals al príncep com els tractats clàssics dirigits als reis i, al contrari, aconsellava en determinats casos accions contràries a la bona moral, sovint se l'acusava d'immoralisme, i això donà lloc a l'epítet maquiavèl·lic. No obstant això, l'obra ha gaudit d'una gran posteritat i ha estat elogiada i analitzada per molts pensadors.

## Gènesi

### Circumstàncies d'escriptura

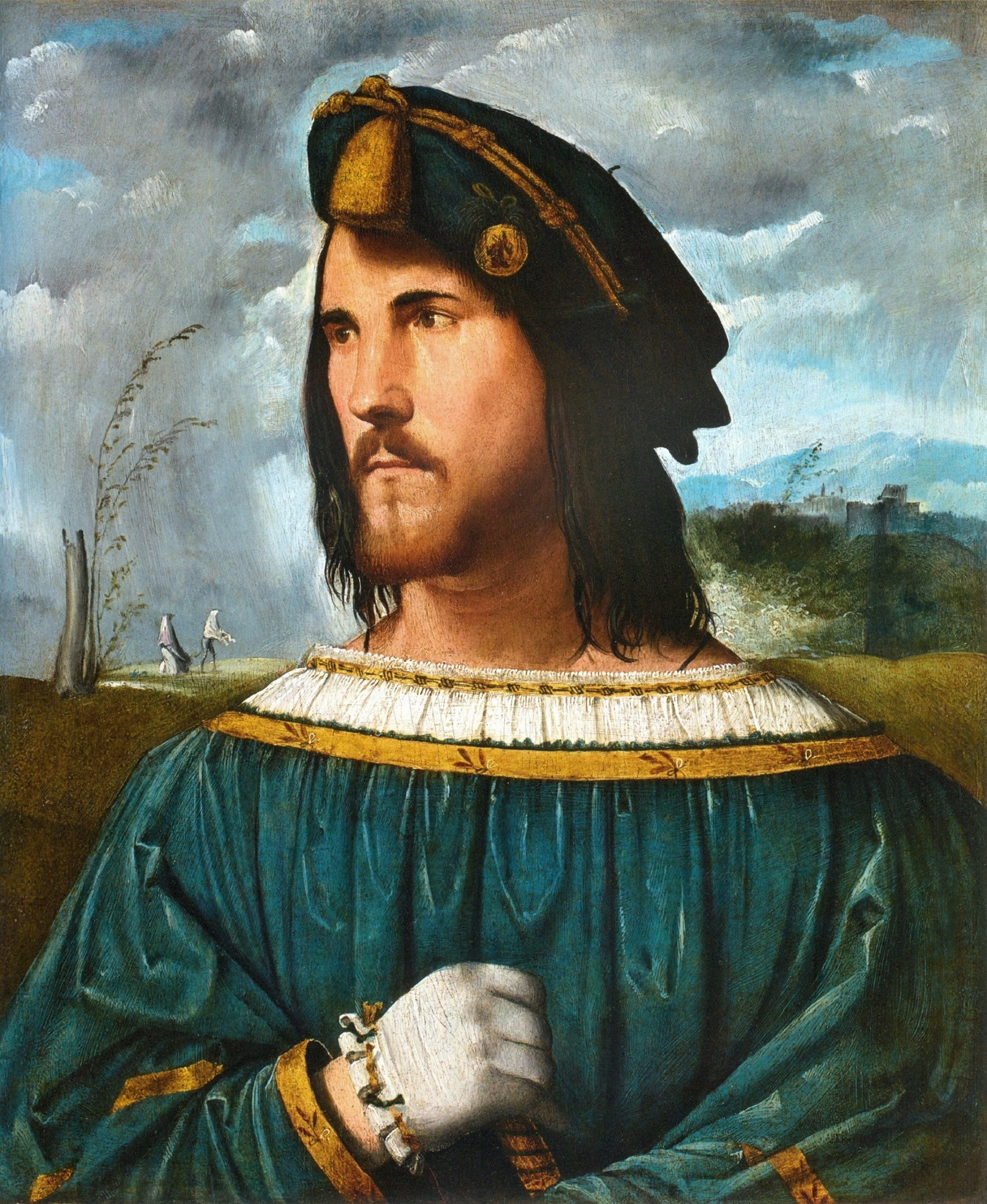
Retrat d'un cavaller conegut com a Cèsar Borja, Altobello Melone, 1500-1524, oli sobre tela

Del 1498 al 1512, Maquiavel va ser funcionari de la República de Florència, en particular com a legat de potències estrangeres com França, Alemanya, o al servei de Cèsar Borja.
El novembre de 1512, pocs mesos després de l'establiment d'una monarquia a Florència pels Mèdici, va ser desposseït del seu càrrec; al desembre, després del descobriment d'una trama republicana dels seus amics, va ser empresonat i després exiliat a la seva granja de Sant'Andrea a Percussina. És allà on escriu El príncep. La redacció està gairebé acabada el desembre de 1513, com ho demostra la carta que Maquiavel va dirigir al seu amic Francesco Vettori:
| « | Al vespre, […] entro a l'antic santuari dels grans homes de l'antiguitat […]. No tinc por de parlar-los i de fer-los responsables de les seves accions. Em responen amablement; i durant quatre hores escapo de tot avorriment, oblido totes les meves penes, ja no temo la pobresa i la mort no em pot terroritzar. Em transporto completament a ells. I com va dir Dante: No hi ha ciència si un no recorda el que ha escoltat, he anotat tot en les seves converses que em semblava de certa importància. He compost un fulletó de Principatibus, en què abordo tant com puc conèixer totes les profunditats del meu tema, investigant quina és l'essència dels principats, de quants tipus n'hi ha, com els adquirim, com els mantenim i per què els perdem. | » |

Però, en la mateixa carta, anuncia que l'obra encara no està acabada i «encara em diverteixo augmentant-la i polint-la.»
L'obra en conjunt s'hauria compost entre juliol i desembre de 1513, amb algunes addicions o alteracions posteriors, com la dedicatòria escrita entre 1515 i 1516. L'obra es va publicar el 1532, després de la mort de Maquiavel (1527).

### Funció

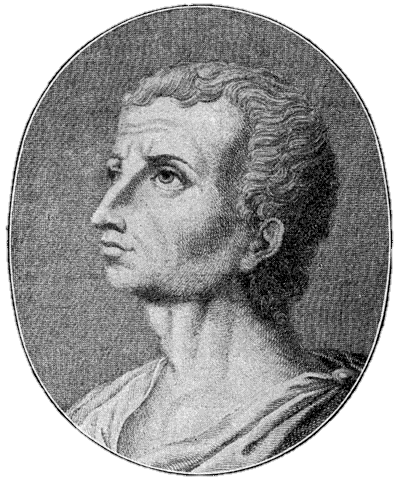
Titus Livi

La funció de l'escriptura d'El príncep, per a Maquiavel, és discutida per la crítica: mentre es va acceptar convencionalment que l'obra era el resultat d'una inspiració sobtada, per tornar al favor de la monarquia,
| « | De sobte, deixa d’escriure un fulletó de vuitanta pàgines que ell hauria intuït cultivant un camp | » |

Claude Lefort la considera una obra a llarg termini, fruit de l'experiència pràctica de Maquiavel, de la seva lectura d'historiadors antics, així com de la lectura de Política d'Aristòtil.

Basa les seves afirmacions, en primer lloc, en la carta a Vettori:
| « | Pel que fa a la meva feina, si [els Mèdici] es prenguessin la molèstia de llegir-la, veurien que no vaig passar els quinze anys que vaig dedicar a estudiar els assumptes de l'estat ni dormint ni jugant. | » |

després sobre els informes diplomàtics de Maquiavel, esbossos del Pensament global del príncep; i, finalment, sobre la dedicatòria de l'obra en què Maquiavel no es proposa l'objectiu d'afalagar el príncep sinó establir un pensament polític basat en la història: «No trobareu en aquesta obra, ni un estil brillant i pompós, ni cap d'aquests ornaments amb què els autors intenten embellir els seus escrits. Si us agrada aquest treball, només serà per la gravetat i el tema».

De la mateixa manera, si bé es va considerar que la redacció del príncep s'encreuava en el temps amb la dels Discursos sobre la primera dècada de Titus Livi, Lefort, basat en un estudi de Hans Baron, considera que El príncep era anterior als Discursos, en particular, la frase del segon capítol que al·ludeix a un treball sobre les repúbliques
| « | No tractaré aquí de repúbliques, perquè n'he parlat llargament en altres llocs | » |

 seria un afegit després de la primera redacció d'El príncep. Per tant, Claude Lefort dona a l'obra el doble estatus de pensament profund i pensament primari.

## Tesi política d'El príncep
Tot i les conviccions republicanes de Maquiavel, El príncep defensa una tesi absolutista del poder polític, com a solució a la debilitat i fragmentació dels petits estats italians, que pogués fer front a les potents monarquies francesa i espanyola. És en aquest context que cal interpretar la figura del príncep nou que reclama un estat nacional italià fortament cohesionat.

## Estructura
Escrita en italià toscà, l'obra consta de 26 capítols. Està dividida en quatre parts principals:
- Al primer capítol, classifica els diferents estats segons dos tipus principals: repúbliques i monarquies, aquestes últimes hereditàries o noves. En aquesta ocasió, l'assaig evoca els fets recents que sacsegen Itàlia al Quattrocento, en particular les accions de Cèsar Borja per establir-se a Romanya i les intrigues dels Sforza en el Milanesat amb l'objectiu d'expulsar-ne els Visconti.
- Als capítols II a XI, l'autor estudia els diversos mitjans per adquirir i conservar els principats, sobretot li interessen els principats nous. En el capítol IX, fa referència als principats eclesiàstics i mostra el seu menyspreu per la política temporal de l'Església (el llibre va estar sempre a l'Índex de llibres prohibits per la Santa Inquisició).[22][5][23]
- Als capítols XII a XIV, s'aborden qüestions militars, Maquiavel es pronuncia en particular a favor d'un reclutament forçós en detriment de l'ús de mercenaris sempre susceptibles de causar més mal que bé al príncep.[4] I les armes, les considera imprescindibles, així com que el príncep estigui al front de l'exèrcit.[23]
- Els capítols XV a XXIII exposen l'essència del que la posteritat ha interpretat i retingut sota el nom de maquiavel·lisme: consells desproveïts de qualsevol moralisme relatius a la conservació del poder. També el comportament del príncep respecte a súbdits i amics. Fa una política realista conscient que les aparences són sovint més efectives que la sinceritat, que a vegades la moral haurà de deixar-se de banda a favor dels interessos col·lectius, i que el governant ha de procurar sobretot no ser odiat pel seu poble.[23]
- Els capítols XXIV a XXVI revelen les intencions de l'autor: aquests consells han de permetre alliberar i unificar Itàlia. Estudia la situació contemporània de la Itàlia de la seva època per procurar-ne la regeneració. En aquest aspecte, la posteritat s'ha burlat de Maquiavel, considerant que ell, «l'oportunista», «el maquiavèl·lic», no pretenia realment descriure la política, sinó únicament crear «una eina» a favor de la Itàlia oprimida pels estrangers (i no un escrit realment dedicat a tothom que en volgués fer ús, és a dir, a tota la humanitat).[23]

En definitiva, encara que Maquiavel no dubta de la validesa de la moral, la subordina a la raó d'estat. Tanmateix, destaca que el príncep no és l'amo del principat, sinó el seu servidor. Maquiavel veu un model contemporani de l'estat nou en la figura de Cèsar Borja.

### Dedicatòria: Nicolau Maquiavel a Llorenç II de Mèdici
Nicolaus Maclavellus ad magnificum Lavrentium Medicem: el Llorenç el Magnífic en qüestió no és el Llorenç el Magnífic que va morir el 1492, sinó el seu net, duc d'Urbino, fill de Pere i nebot de Lleó X, pare de Caterina de Mèdici.

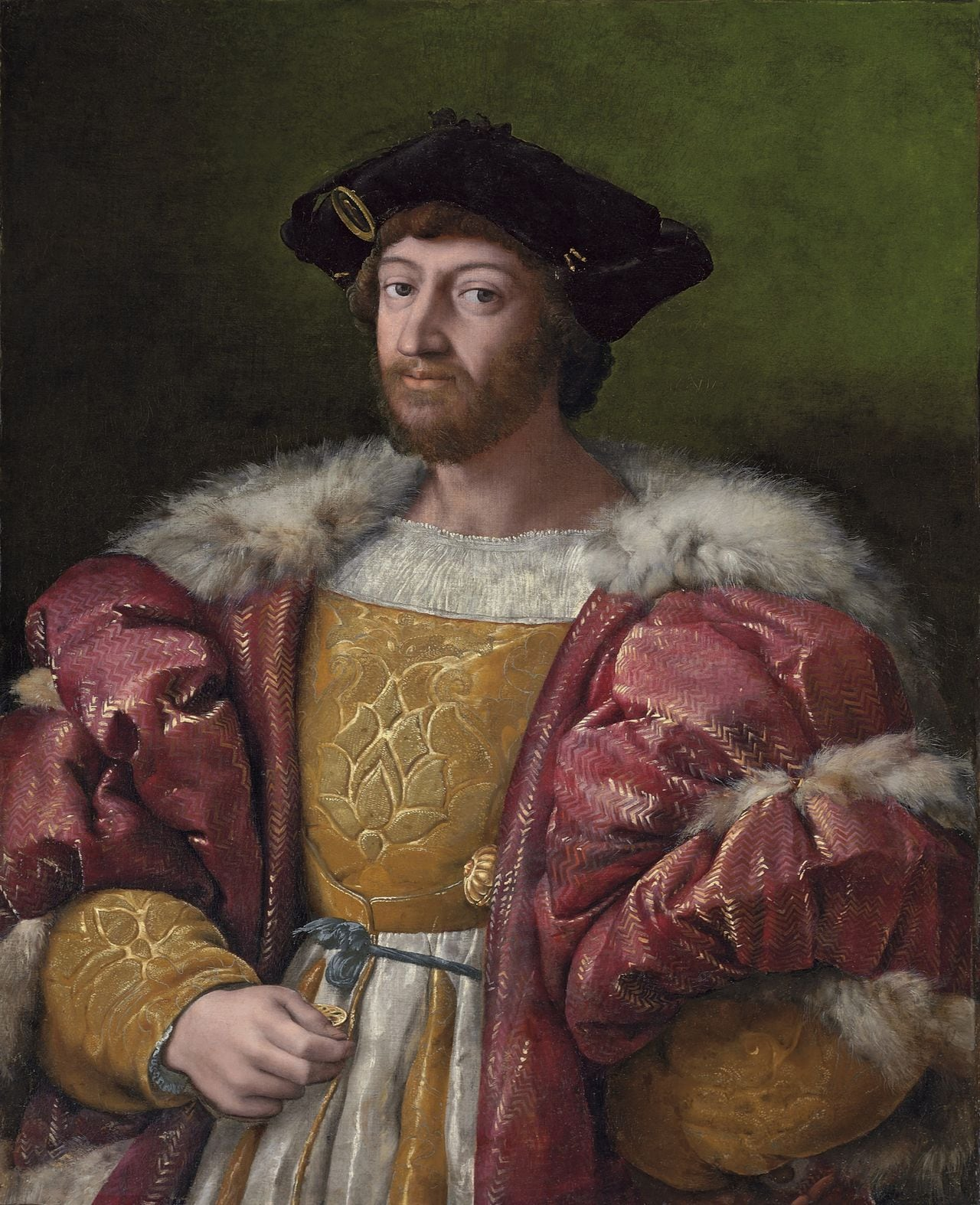
Retrat de Llorenç II de Mèdici, de Rafael

Maquiavel anunciaque fa un regal al príncep del que millor posseeix, és a dir, «el coneixement de les accions d'homes famosos». Nega utilitzar per agradar, com de costum, un estil ampul·lós:
| « | No trobareu, en aquesta obra, ni un estil brillant i pompós, ni cap d'aquests ornaments amb què els autors intenten embellir els seus escrits. Si us agrada aquest treball, només serà per la gravetat i el tema. No se m'hauria de presumir imputat, un home de baixa condició, per atrevir-se a donar normes de conducta a qui governa. Però, com aquells que han de considerar muntanyes, se situen a la plana i en llocs elevats quan volen considerar una plana, també crec que cal ser príncep per conèixer bé la naturalesa i el caràcter de la gent i ser del poble per conèixer bé els prínceps. | » |

### I. Quants tipus de principats hi ha i per quins mitjans es poden adquirir
Quot sint genera principatuum et quibus modis acquirantur
Maquiavel estableix una taxonomia d'estats: són repúbliques o principats; els principats són hereditaris o nous; els nous principats són realment nous o són conquerits per un príncep hereditari; els nous principats conquerits per un príncep hereditari abans eren repúbliques o principats; i els mitjans per a la seva conquesta eren les armes del príncep conqueridor o bé les armes mercenàries, i sigui per fortuna sigui per valor.

### II. Principats hereditaris
De principatibus hereditariis
El príncep hereditari té poques dificultats per mantenir el seu estat perquè té el suport del seu poble, cosa que explica Maquiavel:
| « | De fet, un príncep hereditari té molts menys motius i es troba molt menys en la necessitat de desagradar als seus súbdits: per tant, és molt més estimat per ells; i, tret que els vicis extraordinaris el facin odiar, naturalment han de ser afectuosos amb ell. A més, en l'antiguitat i en la llarga continuació d'un poder, la memòria de les innovacions anteriors s'esvaeix; les causes que les van produir desapareixen: de manera que ja no hi ha aquells tipus de pedres de subjecció que sempre deixa una revolució per donar-ne suport a un segon. | » |

### III. Principats mixtos
De principatibus mixtis

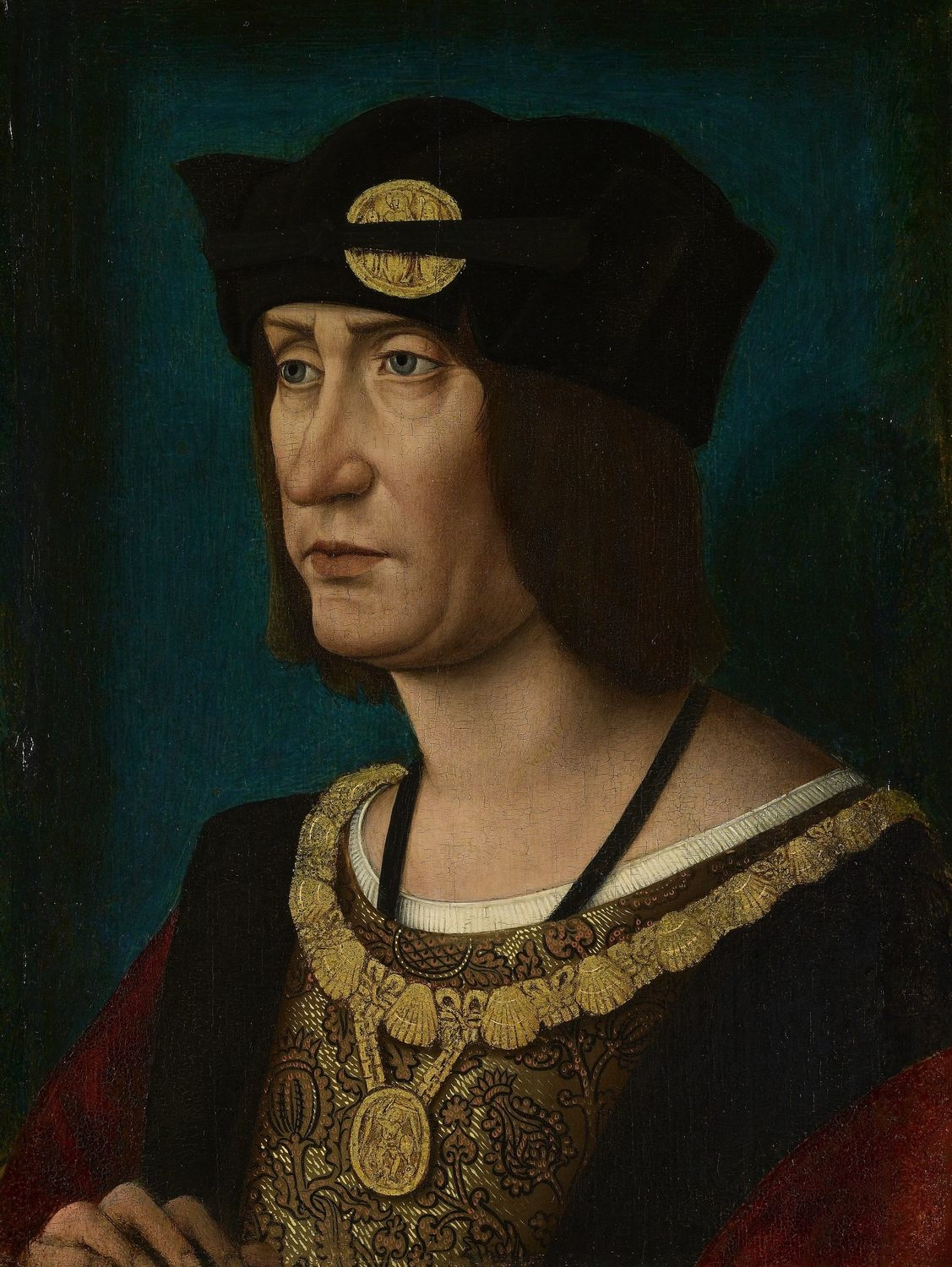
Lluís XII

El principat mixt és un nou principat «afegit com un membre a un altre». L'estatus del príncep és llavors difícil, perquè els seus enemics són tant els que es van beneficiar de l'antic ordre com els que el van ajudar a conquerir-lo i amb els quals no és capaç de complir les seves promeses ni és capaç d'atacar-les perquè «qualsevol poder que tingui un príncep a través dels seus exèrcits, sempre necessita, per entrar en un país, ser ajudat amb el favor dels habitants», com mostra l'exemple de Lluís XII ràpidament expulsat dels ducats.
Maquiavel prodiga els seus consells. Si l'estat conqueridor és proper a l'estat conquerit «per posseir-los amb seguretat, n'hi ha prou d'haver extingit l'estirp del príncep que n'era l'amo; i si, en la resta, els deixem la seva vella manera de ser, ja que els costums són els mateixos allà, els subjectes aviat viuen tranquil·lament».
En cas contrari, l'empresa és més delicada: el príncep haurà de viure en la seva nova possessió, suprimir les revoltes, evitar els excessos dels oficials, ser estimat o temutpel seu poble, resistir els atacs d'un altre estat. També ha d'establir colònies, que mantindran la influència dels seus antics estats sobre el nou i, en ser perjudicial només per a les poques persones que seran desallotjades pels colons, aquesta última serà ben rebuda per la població Això evita mantenir un exèrcit, que és alhora car i desagrada a la gent. Pel que fa a les relacions amb els països de la regió del principat conquerit, el príncep s'ha d'aliar amb els estats febles, sense augmentar-ne la força, i combatre amb la seva ajuda els estats poderosos.

### IV. Per què els estats de Darios, conquerits per Alexandre, no es van revoltar contra els successors del conqueridor després de la seva mort
Cur Darii regnum quod Alexander occupaverat a successoribus suis post Alexandri mortem non defecit

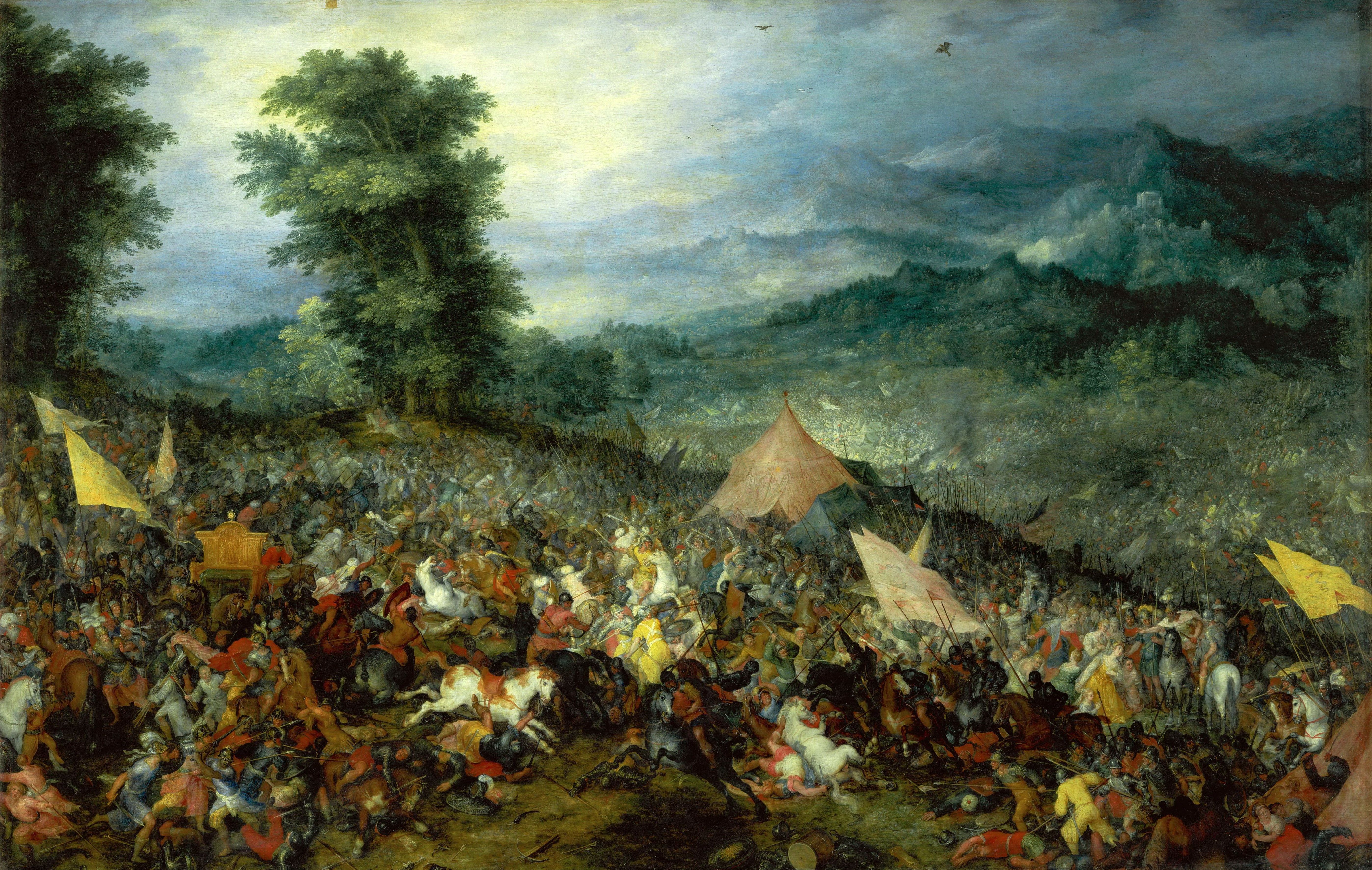
Jan Brueghel el Vell, La batalla de Gaugamela, 1602

Maquiavel se sorprèn que les conquestes fetes a Darios per Alexandre no es revoltessin després de la seva mort. Ho explica en considerar dos tipus d'estat: d'una banda, l'estat com el Regne de França, governat per «un príncep i els seus barons», el rang dels quals és independent de la voluntat del príncep. Es pot conquerir fàcilment perquè sempre és per ajudar el conqueridor baró hostil al príncep, però també es perd fàcilment, per la mateixa raó; d'altra banda, l'estat d'un cap, com Turquia, amb «un príncep i els seus esclaus», en què es pot disposar com a ministre a voluntat, sense conèixer cap oposició interna, no pot guanyar-se amb la victòria militar en una batalla campal, però es manté fàcilment per la mateixa raó.
«Ara, si tenim en compte la naturalesa del govern de Darios, veurem que s'assemblava al de Turquia: per tant, Alexandre va haver de lluitar contra totes les forces de l'imperi i va haver de derrotar primer el monarca en plena campanya durant la batalla de Gaugamela; però, després de la seva victòria i la mort de Darios, el conqueridor, per les raons que he explicat, va romandre tranquil com a posseïdor de la seva conquesta».

### V. Com governar els estats o principats que, abans de la conquesta, vivien sota les seves pròpies lleis
Quomodo administrandae sunt civitates vel principatus, qui antequam occuparentur, suis legibus vivebant
Aleshores, el príncep té tres solucions: pot destruir els estats conquerits o anar a viure-hi (vegeu capítol iii, l'exemple que es posa aquí és el dels romans que destrueixen Càpua, Cartago i Numància), o pot «deixar-los les seves lleis, limitar-se a exigir un tribut, i establir-hi alguns governs que els continguin en obediència i fidelitat», com van fer els espartans amb les conquerides Atenes i Tebes.
| « | Sigui quina sigui la precaució que prenguem, fem el que fem, si no dissolem l'estat, si no dispersem els habitants, els veurem, a la primera oportunitat, recordem, invocant la seva llibertat, les seves institucions perdudes i esforçant-se per recuperar-les. Així, després de més de cent anys d'esclavitud Pisa va trencar el jou dels florentins | » |

Per contra, si l'estat conquerit ja estava sota el regnat d'un príncep, els seus habitants ja estaven «conformats a l'obediència», i donaran la benvinguda a un conqueridor sense dificultats si s'extingeix la línia del seu príncep.

### VI. Principats adquirits per les armes i per l'habilitat de l'adquiridor
De principatibus novis qui armis propriis et virtute acquiruntur

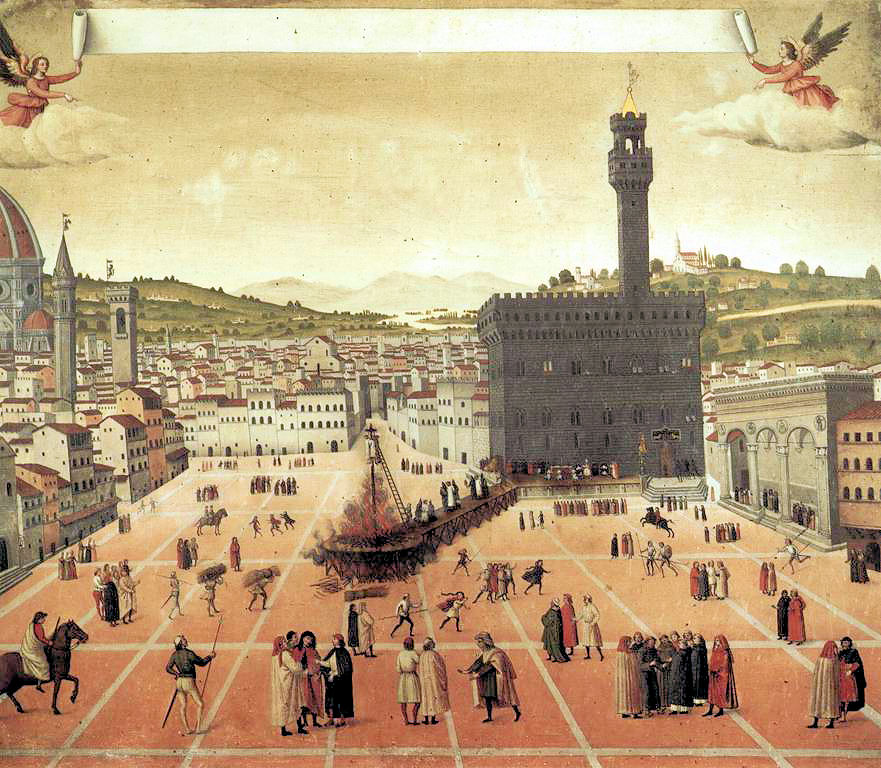
Estaca de Savonarola, anònim, 1498, Museu de Sant Marc, Venècia

Un home que pren el poder des de dins, és a dir, sense que sigui una conquesta, «és un home intel·ligent o ajudat per la fortuna»; però «com menys degui a la fortuna, millor podrà mantenir-se». Per tant, la ruta més fiable és la d'«aquells que es van convertir en prínceps per la seva pròpia virtut i no per fortuna», de la qual cosa Maquiavel pren com a exemples Moisès, Cir, Ròmul i Teseu.
A la fortuna només li deuen l'oportunitat d'apoderar-se del poder; per exemple, «Cir necessitava trobar els perses descontents amb la dominació dels medes, i els medes es van suavitzar i efeminar amb les delícies d'una llarga pau». Per tant, les oportunitats són necessàries, fins i tot per als grans homes «però va ser gràcies a la seva habilitat que els van saber conèixer i els van aprofitar per a la gran prosperitat i glòria del seu país». Per tant, la fortuna no els dona regals i, en particular, tenen dificultats per introduir noves institucions: en aquesta empresa el príncep tindrà per enemics aquells que es van aprofitar de l'antic ordre, mentre que els altres només ho seran tebis defensors, en realitat no hauran provat els beneficis de les noves institucions. Per tant, la ideologia no és suficient, és derrocada si no és defensada per les armes, com va passar amb Savonarola, i aquestes armes han de ser les del príncep (vegeu capítol xiii).

### VII. Nous principats adquirits pels braços dels altres i per la fortuna
De principatibus novis qui alienis armis et fortuna acquiruntur

Pintura del papa Alexandre VI de Pinturicchio

«Aquells que, de particulars, es converteixen en prínceps per l'únic favor de la fortuna, ho fan amb poques dificultats; però tenen molt a mantenir.» De fet, com a antics individus, no tenen ni l'experiència de manar ni les seves pròpies i lleials forces i els seus estats, «com totes les coses que, per ordre de la natura, neixen i creixen massa ràpidament, […] no poden tenir arrels prou profundes i adherències prou fortes perquè la primera tempesta no les tombi».
Per tant, l'estatus dels prínceps que van partir del no-res és molt exigent: els demana «prou habilitat per saber preparar-se in situ per mantenir allò que la fortuna ha posat a les seves mans i establir, després de l'ascens del seu poder, les bases que s'haurien d'haver posat abans». Després d'haver pres el contraexemple de Francesc Sforza, que es va convertir en príncep en virtut del seu mèrit (igual que Hieró I, exemple del capítol vi), Maquiavel explora l'exemple més ambigu de Cèsar Borja, perquè aquest era príncep només per fortuna: «va perdre el seu principat tan bon punt aquesta mateixa fortuna ja no el donava suport, […] tot i que no havia descurat res de tot el que havia de fer un home prudent i hàbil per arrelar profundament als estats». El fracàs final es deu, doncs, a «una extraordinària i extrema malignitat de la fortuna».
Per proporcionar un estat al seu fill Cèsar Borja, duc de Valentinois, el papa Alexandre VI es va aliar amb el rei de França Lluís XII i els Orsini, cosa que li va permetre prendre la Romanya. Cèsar Borja, per independitzar-se'n, es gira primer contra els Orsini: conspiren contra ell, elimina la seva revolta, pretén reconciliar-se i després els fa matar. Després aconsegueix el suport popular a la Romanya: nomena governador el cruel Ramiro d'Orco «per restablir-hi la pau i l'obediència al príncep»; quan està fet, crea una administració menys autoritària i per calmar el ressentiment popular «…fa exhibir [Ramiro d'Orco] un matí a la plaça pública de Cesena, tallat a quarts, amb un tall i un matxet sagnant al costat».
Els seus plans de futur, que li haurien de permetre alliberar-se dels francesos i sobretot deixar de dependre del suport del seu pare i «trobar-se en estat de resistir per primera vegada un primer xoc», planeja prendre Pisa, després Lucca i Siena, després Florència, és a dir, tota la Toscana; aquests plans «els hauria dut a terme al llarg de l'any en què va morir el papa», però no pot resistir aquesta mort prematura, combinada amb la seva pròpia malaltia i els dos exèrcits que el mantenen assetjat. Després d'elogiar la conducta de Borja —«em sembla que es pot oferir com a model a tots aquells que han arribat al poder sobirà a favor de la fortuna i els braços dels altres— Maquiavel, però, li retreu que hagi permès a Juli II ser elegit papa i qualifica aquest error estratègic com «falla que fou la causa de la seva total ruïna».

### VIII. Dels que es van convertir en prínceps a través dels vilans
De his qui per scelera ad principatum pervenere

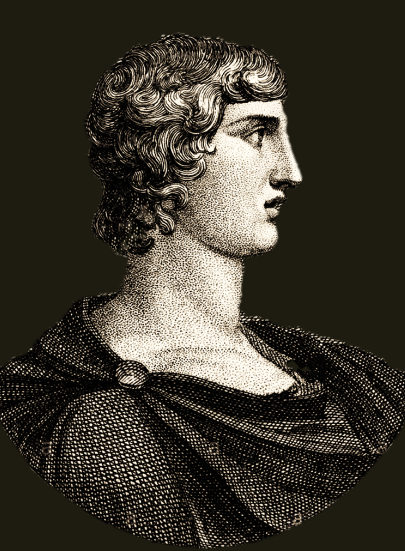
Agàtocles de Siracusa

A part del valor i la fortuna, es pot convertir en príncep pel plebiscit dels conciutadans (vegeu capítol ix) o per vilania, de la qual Maquiavel posa dos exemples. El primer d'Agàtocles de Siracusa que, havent estat nomenat príncep després d'una llarga progressió a l'exèrcit, va convocar els senadors i ciutadans més eminents a deliberar sobre assumptes públics i els va fer assassinar per no compartir el poder. El segon d'Oliverotto da Fermo que, amb el pretext d'una desfilada, va portar els seus súbdits a la ciutat de Fermo i va demanar al seu oncle que organitzés una recepció, en què va fer assassinar tots els convidats, inclòs l'oncle, per prendre el poder.
Maquiavel es divideix entre la desaprovació moral i l'aprovació política. Així parla de «coratge» d'Agàtocles i la seva «força d'esperit», al mateix temps que de «la seva crueltat, la seva inhumanitat i les seves nombroses vilanies». Aquesta contradicció torna a sorgir més tard. Maquiavel es pregunta com la crueltat del príncep, que en general és objecte de descontentament popular, rebel·lió i fracàs polític, es pot conciliar amb un poder indestructible. La seva resposta és que les crueltats han de ser «comeses totes a la vegada», de manera que «l'amargura» no sigui massa persistent en la gent i tenir sempre un avantatge en la necessitat.

### IX. Del principat civil
De principatu civili
El principat civil té un príncep triat pels seus conciutadans. O bé és un individu del poble escollida pels grans «per poder, a l'ombra de la seva autoritat, per satisfer els seus ambiciosos desitjos» o bé és un gran escollit pel poble per protegir-lo. El príncep elevat pels grans és menys afavorit que el príncep elevat pel poble perquè «[els grans] volen oprimir i el poble només vol no ser oprimit». Per tant, el príncep elevat pels grans, a més de desfer-se dels grans que estan «determinats per opinions ambicioses» i que serien perjudicials en temps de guerra, ha de conciliar l'amistat del poble igual que el príncep elevat pel poble, amistat que podrà ser encara més forta perquè era inesperada. Per avaluar aquest suport del poble, el príncep no pot confiar en el temps de pau, perquè és en el moment de les adversitats que necessitarà els ciutadans; per tant, ha d'«imaginar i establir un sistema de govern tal que, en qualsevol moment i malgrat totes les circumstàncies, els ciutadans el necessitin».

### X. Com, en qualsevol tipus de principat, s'ha de mesurar la força
Quomodo omnium principatuum vires perpendi debeant
O bé el príncep pot defensar-se, és a dir, que té prou soldats i diners per lluitar contra qualsevol atacant, és el cas desenvolupat en els capítols anteriors; o bé necessita l'ajut d'altres, és a dir, que davant d'un atac s'ha de refugiar a la seva fortalesa: aquí Maquiavel aconsella garantir l'afecte del seu poble i la seguretat de la seva fortalesa, que permetin mantenir un setge, sense preocupar-se per la resta del país. Pren, per exemple, ciutats alemanyes el territori de les quals és reduït però independent de l'emperador i d'altres estats, sense por dels atacs militars gràcies a les seves fortificacions, les seves cunetes, la seva artilleria, les seves provisions i les seves reserves durant un any, així com la seva formació militar. El príncep que seguirà aquest consell no temerà cap derrota, perquè l'enemic no romandrà un any sense moure's. L'atacant pot saquejar el país per espantar els ciutadans. El príncep els ha d'apaivagar, assegurar els més reivindicatius, esperar que amb el pas del temps els esperits es tranquil·litzin i fins i tot aprofitin el deute que contracta amb els seus ciutadans durant la destrucció dels seus béns per augmentar-ne la fidelitat.

### XI. Principats eclesiàstics
De principatibus ecclesiasticis

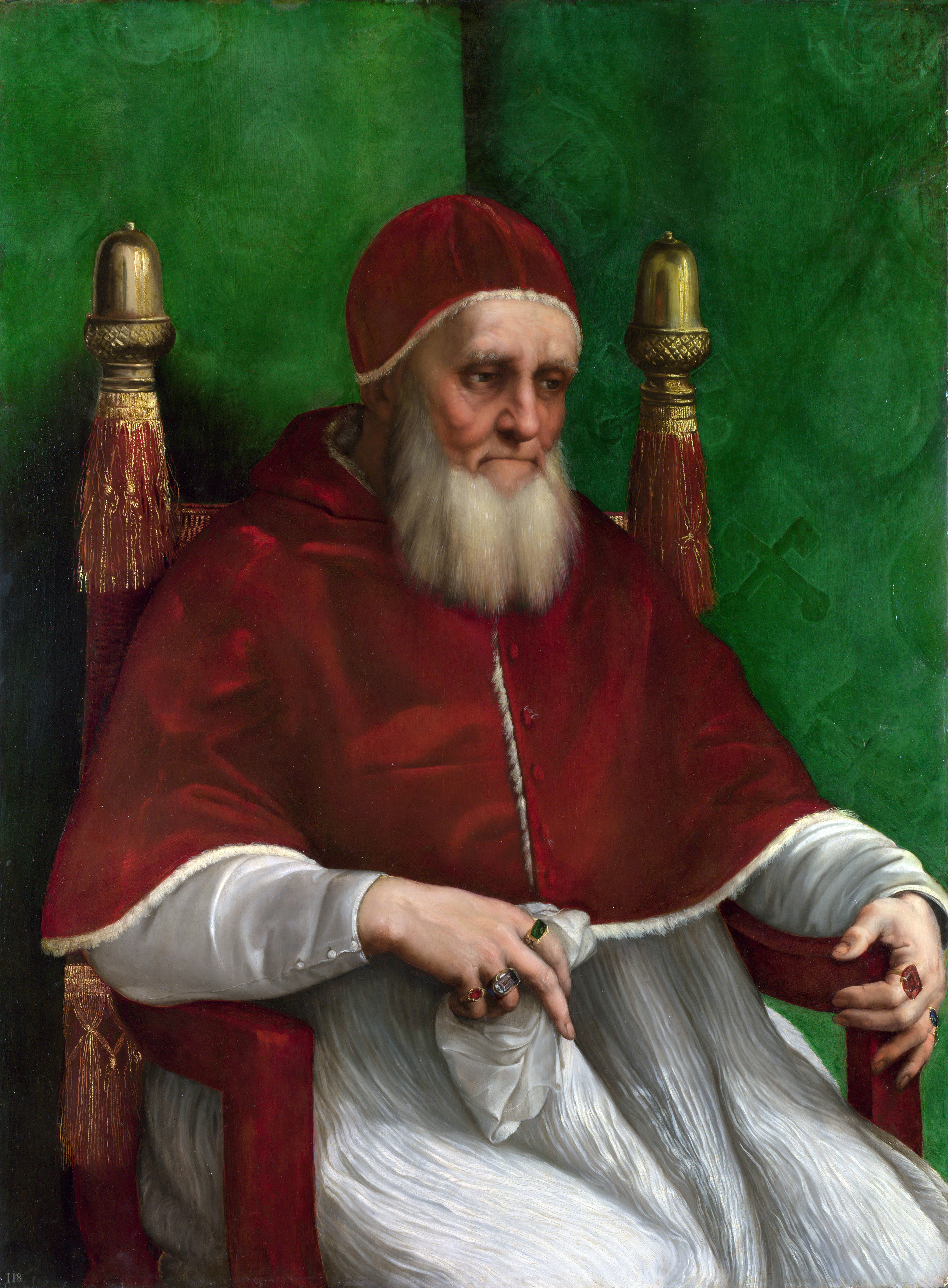
Juli II

Les antigues institucions religioses són suficients per establir el poder del príncep eclesiàstic. Així, «aquests prínceps només tenen estats i no els defensen; tenen súbdits, i no els governen». Però Maquiavel ho atribueix a «causes superiors» que no es permet desenvolupar. D'altra banda, explica les raons de l'actual «grandesa temporal» de l'Església: antigament, la divisió interna dels estats de l'Església entre Orsini i Colonna impedia que l'Església creixés; Maquiavel atribueix la seva actual grandesa a la iniciativa d'Alexandre VI —que va saber aliar-se amb els francesos i ajudar Cèsar Borja, cosa que no va ser una vana magnanimitat des que l'Església va recuperar les seves conquestes després de la seva derrota—, iniciativa que va ampliar Juli II, que va conquerir Bolonya, va derrotar els venecians i va expulsar els francesos d'Itàlia, mentre contenia «els partits dels Colonna i dels Orsini dins dels límits on Alexandre havia aconseguit reduir-los».

### XII. Quants tipus de milícies i tropes mercenàries hi ha
Quot sint genera militiae et de mercenariis militibus
Els exèrcits i les lleis són «el fonament adequat, sense el qual [el poder del príncep] no pot deixar d'esfondrar-se». Ara, on no hi ha bons exèrcits, no hi pot haver bones lleis i, […] al contrari, hi ha bones lleis on no hi ha bons exèrcits»: n'hi ha prou a parlar d'exèrcits, que són específics del príncep, ja siguin mercenaris o auxiliars, o mixtos. Maquiavel denuncia els exèrcits mercenaris: «els capitans mercenaris són o no són bons guerrers: si ho són, no es pot confiar en ells, perquè només tendeixen a la seva pròpia grandesa, oprimint, ja sigui el príncep que els utilitza, o d'altres contra la seva voluntat; si no ho són, aquell a qui serveixen aviat s'arruïnarà».

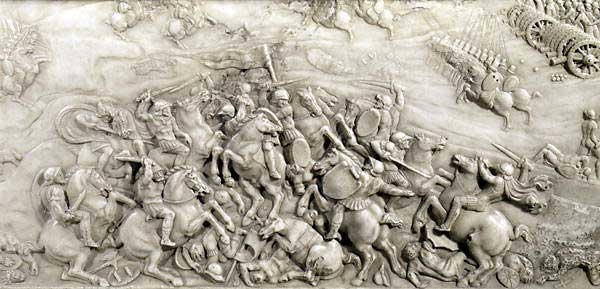
Batalla d'Agnadello, detall de la tomba de Lluís XII i Anna de Bretanya, marbre, 1509, basílica de Saint-Denis, França

És a partir d'aquest principi que analitza exemples històrics. Si Roma, Esparta i Suïssa obtenen la llibertat per les seves pròpies armes, al contrari de Cartago després de la Primera Guerra púnica, Tebes després de la Tercera Guerra sagrada, Milà després de la victòria sobre els venecians, van patir la traïció dels mercenaris, de Felip II de Macedònia o Francesc Sforza. Si Venècia o Florència van tenir èxit durant un temps amb capitans mercenaris, és perquè no podien o no volien cobrar-los. A continuació, Maquiavel analitza la història militar de Venècia: victoriós en les seves campanyes navals on tenia els seus ciutadans per a soldats, després va emprar als mercenaris continentals les malifetes dels quals va haver de patir. Així els venecians van haver d'assassinar Francesco da Carmagnola per protegir-se d'ell, i que més tard van perdre en la batalla d'Agnadello contra Lluís XII de França «en un sol dia […] el fruit de vuit-cents anys de treball».
Aquesta és una oportunitat per a Maquiavel de denunciar la conducta dels mercenaris: gairebé no tenen infanteria, no es maten al camp de batalla, retornen presoners sense rescat, no ataquen durant la nit, no necessiten protegir els seus camps i no lluiten a l'hivern: tal és el «l'ordre que havien imaginat deliberadament per evitar els perills i els treballs, però també a través del qual van conduir Itàlia a l'esclavitud i la degradació».

### XIII. Tropes auxiliars, mixtes i netes
De militibus auxiliariis, mixtis et propriis

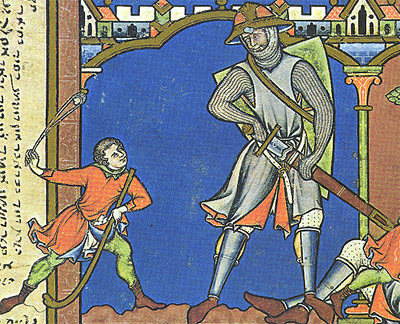
David i Goliat, il·luminació, anònima, c. 1250

Els exèrcits auxiliars, és a dir, els d'un altre príncep a qui un príncep demana ajuda, tenen els mateixos defectes que els mercenaris: «perquè si són derrotats, es troba derrotat i, si són victoriosos, passa a dependre d'ells». Són encara més perillosos que els exèrcits mercenaris, perquè estan units darrere del seu príncep i, per tant, són valents. Així, Cèsar Borja només va avançar quan, després d'haver recorregut als exèrcits auxiliars de França, i després als mercenaris dels Orsini i dels Vitelli, va acabar utilitzant només les seves pròpies forces. Igualment Hieró II (ja citat al cap. VI) va fer matar els seus mercenaris i, de la mateixa manera, David va rebutjar les armes de Saül per lluitar contra Goliat només amb el seu tirador.
A França, Carles VII va augmentar el valor del seu exèrcit formant en el seu regne «companyies regulades de gendarmes i infanteria», Però el seu fill Lluís XI les va reduir utilitzant les forces auxiliars suïsses, de les quals ara depenia l'exèrcit francès. L'Imperi romà va conèixer la ruïna per haver apel·lat als gots. Maquiavel conclou que només s'ha d'utilitzar la pròpia força.

### XIV. Funcions que pertanyen al príncep, en relació amb la milícia
Quod principem deceat circa militiam
És gràcies al coneixement de l'art de la guerra que un es queda o esdevé príncep: un príncep que descura les armes és menyspreat, resta a mercè dels seus servents i no pot confiar en els seus soldats. En primer lloc, el príncep exerceix el seu cos en la guerra, en particular per la pràctica de la caça, que «l'endureix fins a la fatiga» i li dona la geografia del seu país: «la base del lloc, les muntanyes d'elevació, la direcció de les valls, l'entorn de les planes, la naturalesa dels rius i maresmes», cosa que li permetrà defensar-la en cas d'atac i familiaritzar-se amb les tàctiques militars en general, imaginant posicions oposades en el paisatge, com Filomè ho feia durant les seves passejades. També ha de preparar la ment per a la guerra, mitjançant el coneixement de la història, de «les accions dels personatges il·lustres» i «la seva conducta en la guerra», prenent com a model «algun conegut antic heroi».
«Això és el que ha de fer un savi príncep i com, durant la pau, lluny de romandre inactiu, es pot protegir contra els accidents de la fortuna, de manera que, si li resulta contrari, es troba en condicions de resistir als seus cops». A més, ajuda a mantenir els subjectes en una bona disciplina.

### XV. Coses per les quals tots els individus, especialment els prínceps, són lloats o culpats
De his rebus quibus homines et praesertim principes laudantur aut vituperantur
Maquiavel examina com s'ha de comportar el príncep amb els seus amics i els seus súbdits. Adverteix que, tot i que el tema ha estat tractat moltes vegades, hi serà original, perquè en lloc de lliurar-se a «vanes especulacions» i «imaginacions», afirma: «per tant, és necessari que un príncep que vulgui mantenir-se aprengui a no ser sempre bons i a usar-los bé o malament, segons la necessitat». Primer estableix que es lloa o culpa el príncep segons si és generós o rapaç (vegeur capítol xvi), benefactor o avar, cruel o compassiu (capítol xvii), infidel o fidel a la seva paraula (vegeu capítol xviii), temorós o valent, de bon caràcter o orgullós, dissolut o cast, franc o astut, dur o fàcil, seriós o lleuger, religiós o poc creient, etc. Però el príncep no pot evitar tots els vicis alhora; per tant, s'ha de forçar a evitar «els vicis que li farien perdre els seus estats», i només «si pot», evitar els altres vicis; a més, de la mateixa manera que certes virtuts són perjudicials per al príncep, també certs vicis poden resultar […] de la seva preservació i del seu benestar.

### XVI. De liberalitat i avarícia
De liberalitate et parsimonia
És bo que un príncep sigui generós, però si realment ho és, gastarà tant en oferir sumptuositat a uns quants que, havent-se empobrit, haurà de compensar-ho amb una pesada fiscalitat que el farà odiós; agradarà a uns quants i desagradarà a molts; però una vegada que hagi començat d'aquesta manera, si vol canviar la seva forma de vida, se'l criticarà per ser avar. Per tant, el príncep no ha de témer inicialment el nom d'avar. La seva economia li permetrà donar suport a una guerra i dur a terme empreses útils sense sobrecarregar la gent. Després «serà considerat liberal per tots aquells, en nombre infinit, dels quals no prendrà res».
Es diu que Cèsar va arribar a l'imperi per la seva liberalitat: de fet, cal tenir aquesta qualitat per esdevenir príncep; però seguir sent així és perjudicial. D'altra banda, si el príncep només ha de ser parsimoniós amb la seva propietat, ha de distribuir generosament la dels altres, i en particular el botí de guerra, en cas contrari no seria seguit pels seus soldats.
En conclusió, un príncep savi ha de decidir ser qualificat d'avar, perquè la liberalitat «es devora a ella mateixa» i «a mesura que se l'exerceix, es perd la facultat d'exercir-la encara: [el príncep] esdevé pobre, menyspreat, o bé rapaç i odiós».

### XVII. De crueltat i misericòrdia, i si és millor ser estimat que temut
De crudelitate et pietate; et an sit melius amari quam timeri, vel e contra

Hanníbal i els seus soldats creuen els Alps

El príncep pot ser cruel per evitar els pitjors mals del desordre, especialment en els primers dies del seu regnat. Així, Cèsar Borja, que tenia fama de cruel, «va "establir l'ordre i la unió a la Romanya», mentre que els florentins, per no ser cruels, van permetre destruir Pistoia. Això ens porta a la pregunta: és millor ser estimat o temut?
És millor ser estimat i temut alhora, però això és extremadament difícil. A més, si cal triar entre l'amor i la por, és millor que tinguin por, perquè l'amor és volàtil i desapareix en les adversitats mentre la por es manté mentre es mantingui l'amenaça de càstig; no obstant això, el príncep ha d'inspirar por sense inspirar odi, és a dir, que no condemnarà els seus ciutadans sense causa i, sobretot, que no atacarà els seus béns ni les seves cònjuges.
La crueltat troba l'ocasió sobretot en la guerra i el príncep l'ha d'utilitzar per mantenir el seu exèrcit unit i fidel.
Per tant, és gràcies a la seva crueltat que Hanníbal va evitar qualsevol dissensió i qualsevol revolta al seu exèrcit; al contrari, a causa de la seva massa gran clemència, el seu adversari Escipió es va enfrontar a l'aixecament de les seves tropes a Hispania i no va saber fer justícia als locris.

### XVIII. Com han de complir la seva paraula els prínceps
Quomodo fides a principibus sit servanda

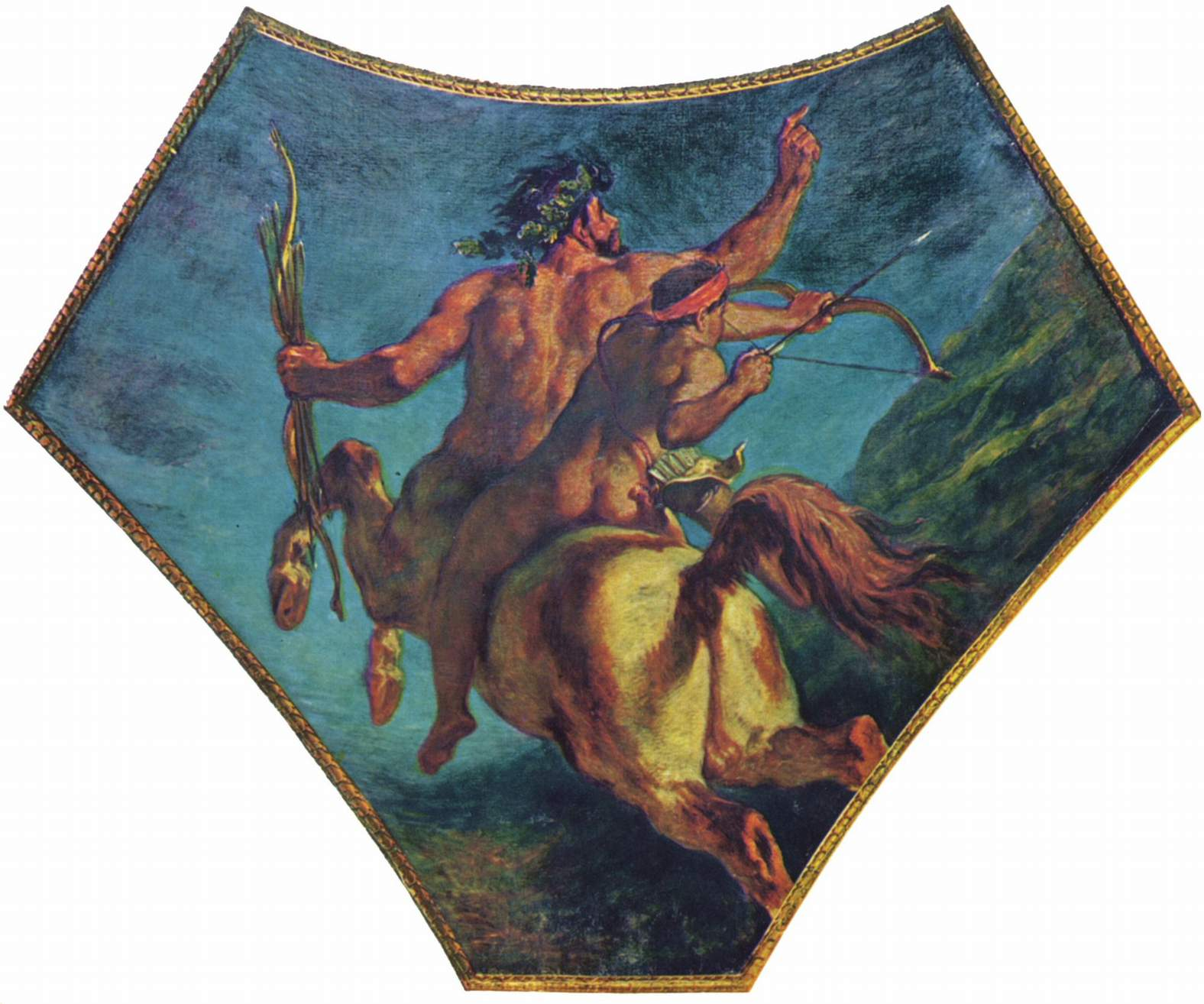
L'educació d'Aquil·les, de Delacroix (Cúpula del Palais Bourbon)

Com Aquil·les educat per Quiró, el príncep ha de lluitar com una persona i una bèstia, és a dir, amb les lleis i amb la força. La bèstia ha de tenir la força d'un lleó i l'astúcia d'una guineu.
Maquiavel dedueix: «Un príncep savi no hauria de complir la seva promesa quan aquest compliment seria perjudicial per a ell i els motius que l'han determinat a prometre ja no existeixen». Però, per no mostrar aquesta perfídia, també ha de «tenir perfectament l'art de falsificar i ocultar». La seva hipocresia l'ha de fer aparèixer «plena de gentilesa, sinceritat, humanitat, honor i sobretot religió».
Maquiavel ens assegura que les persones en general es mantenen a imatge de les qualitats i, d'altra banda, que el príncep serà jutjat pel resultat i que sempre que conservi la vida i l'estat «tots els mitjans que ha pres es consideraran honorables». Maquiavel acaba evocant els trucs de Ferran el Catòlic.

### XIX. Que hem de fugir del menyspreu i l'odi
De contemptu et odio fugiendo

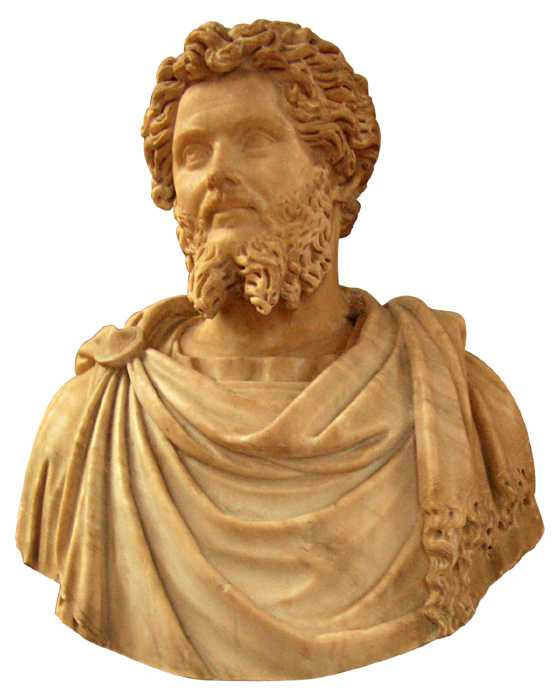
Bust de Septimi Sever assimilat a Serapis, 204 dC. Museu del Louvre

Per evitar ser odiat, el príncep no ha d'atacar la propietat ni les dones dels seus súbdits (vegeur capítol xvii). Per evitar ser menystingut, ha de donar l'aparença de «grandesa, coratge, gravetat i fermesa»: així s'establirà clarament que les seves decisions són irrevocables i ningú somiarà a enganyar-lo. El príncep s'ha de defensar contra atacs externs, per això només necessita bones armes, i contra les conspiracions, només necessita el suport del seu poble. De fet, una conspiració sempre és arriscada, perquè la denúncia ofereix un cert benefici a diferència del de la rebel·lió; si a aquest risc s'afegeix que el príncep té el suport del poble, cap conspiració no pot tenir èxit. Per exemple, després que els Canneschi matessin Annibal Bentivoglio, príncep de Bolonya, en una conspiració, els bolonyesos, plens d'afecte pel seu príncep, es van aixecar, van matar els Canneschi i van prendre per príncep un altre membre de la família Bentivoglio.
Per gestionar el poble, pot ser que el príncep hagi de reduir el poder dels grans; llavors ha de confiar aquesta tasca a una administració, com al Regne de França, on el Parlament constitueix «la tercera autoritat d'un tribunal que pot, sense conseqüències lamentables per al rei, reduir el poder dels grans i protegir el petit». A continuació, Maquiavel analitza el regnat d'uns pocs emperadors romans, que havien de mitjançar, més que entre els grans i els ciutadans, entre els soldats i els ciutadans, cosa que era difícil per les seves aspiracions contràries. Pertinax i Sever Alexandre van deure la seva caiguda al menyspreu que van inspirar als seus soldats, a causa de la seva moderació; Marc Aureli, també temperat, només es va mantenir gràcies al prestigi de la seva ascendència i a les seves virtuts. Maquiavel lloa Septimi Sever que, mostrant «l'audàcia del lleó i la finor de la guineu», aconsegueix eliminar tots els seus rivals de l'imperi: Didius Julianus amb el pretext de venjar Pertinax, Niger gràcies a una aliança amb Albin, Albin sota el pretext de la traïció. Caracal·la va ser assassinat per l'odi que inspirava en els seus familiars, Còmmode pel menyspreu que va despertar entre els ciutadans, Maximin va morir en la revolta a causa del menyspreu i l'odi que sentien pel seu baix origen i per la seva crueltat. Maquiavel conclou que el príncep ha de prendre «en l'exemple de Sever, el que és necessari per establir el seu poder, i en el de Marc Aureli el que li pot servir per mantenir l'estabilitat i la glòria d'un imperi establert i consolidat llarg temps».

### XX. Si les fortaleses, i moltes altres coses que fan els prínceps cada dia, són útils o innecessàries
An arces et multa alia quae cotidie a principibus fiunt utilia an inutilia sint

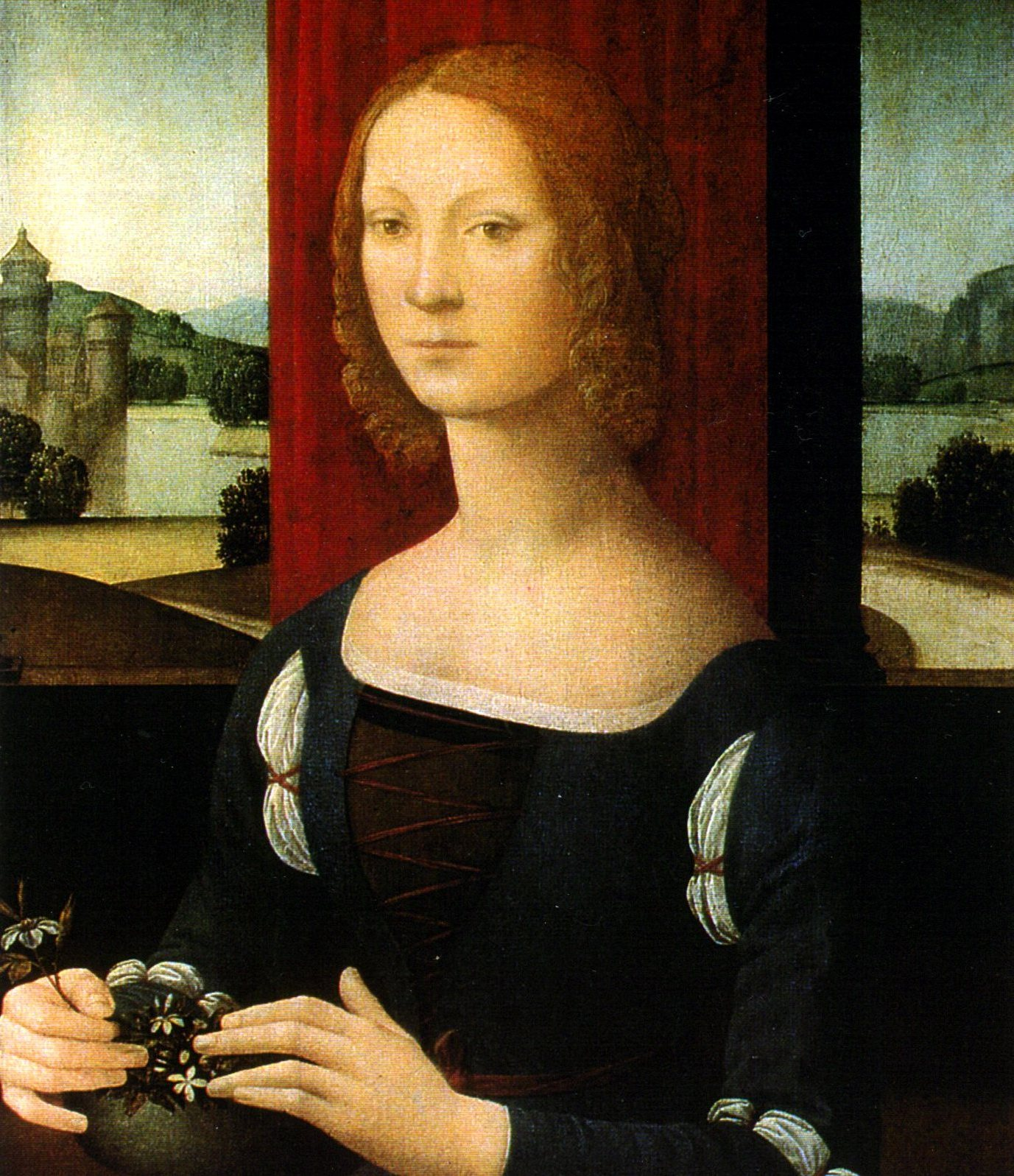
Retrat de Caterina Sforza o La dama dels gessamins, obra de Lorenzo di Credi

El príncep ha d'armar els seus súbdits per no ser odiat, excepte els ciutadans d'una ciutat conquerida, a qui ha de desarmar i debilitar. El príncep no ha de crear divisions dins dels estats que puguin ser beneficiosos per al seu poder durant la pau, impedint una oposició unida, però que són perjudicials en la guerra perquè el partit més feble tendeix a unir-se a l'adversari.
És important que el príncep pugui reunir els seus antics enemics (és a dir, el nou príncep, aquells que s'oposaven a la seva presa del poder) perquè, d'una banda, el príncep s'aixecarà per haver superat un obstacle, de l'altra part els seus nous amics, havent de redimir-se, el serviran amb més fidelitat. Al contrari, entre aquells que l'ajudaren a prendre el poder, no hauria de confiar en aquells impulsats per les esperances que no pugui satisfer més que l'antic govern.
El príncep haurà de construir fortaleses si tem el seu poble, per refugiar-se en cas de rebel·lió com va fer Caterina Sforza. Si té més por a l'enemic extern, ha de destruir les fortaleses que podrien beneficiar l'atacant, igual que Niccolò Vitelli, Guidobaldo del Monte i Bentivoglio. Però el príncep ha de buscar costi el que costi el suport del seu poble, perquè «la millor fortalesa que pot tenir un príncep és l'afecte del seu poble. Si és odiat, totes les fortaleses que pugui tenir no el salvaran», perquè el poble revoltat sempre trobarà aliats externs, com mostra l'exemple de Caterina Sforza, la fortalesa del qual no el va protegir de l'acció combinada del seu poble i Cèsar Borja.

### XXI. Com s'ha de comportar un príncep per guanyar-se reputació
Quod principem deceat ut egregius habeatur

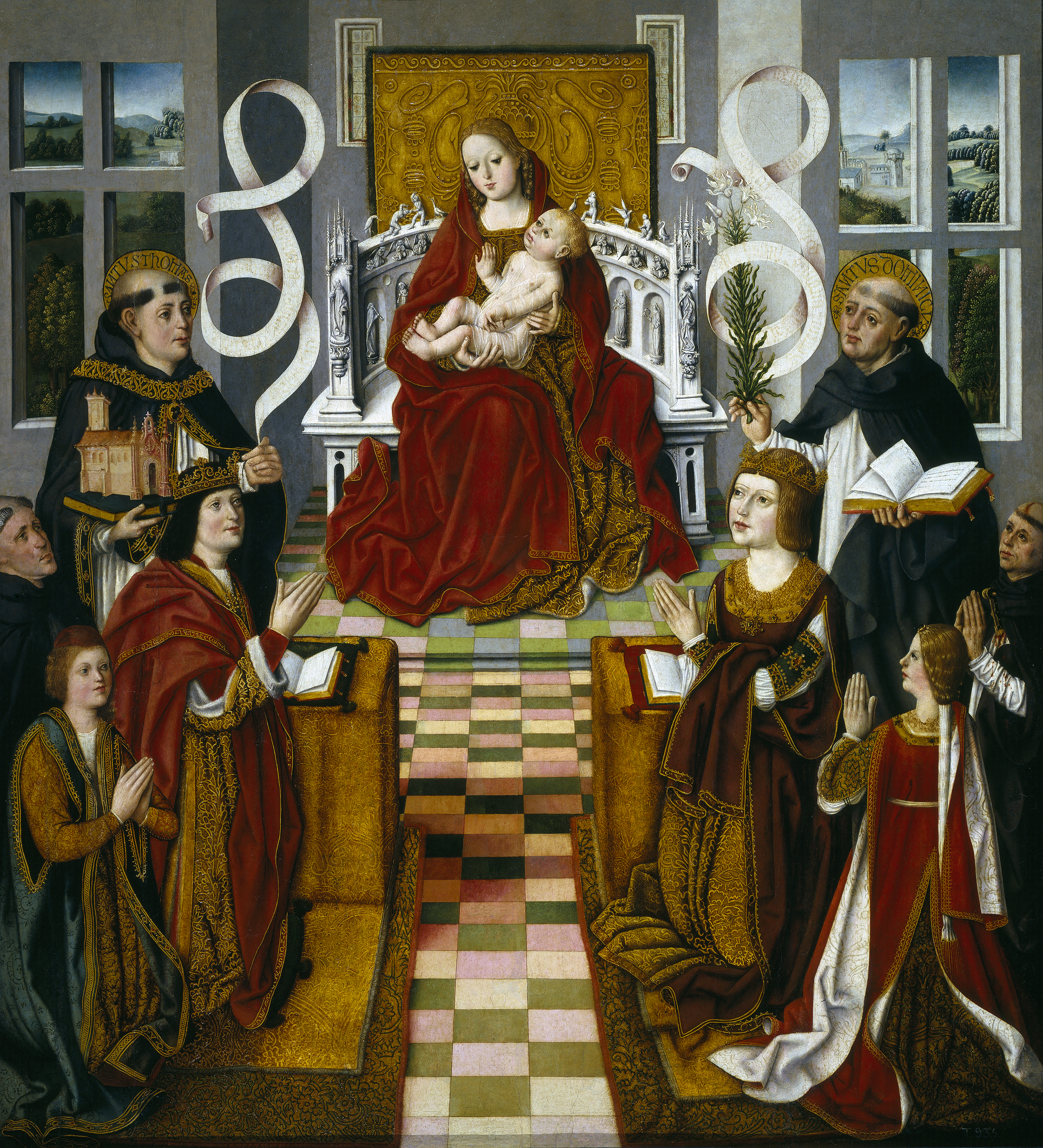
Els Reis Catòlics, Ferran el Catòlic i Isabel de Castella

«Fer grans empreses, donar exemples rars mitjançant les seves accions, és el que més il·lustra un príncep». Maquiavel posa l'exemple de Ferran el Catòlic (vegeu capítol xviii), que va atacar Granada, després Àfrica, després Itàlia, després França, sota l'aparença de la religió i amb l'ajut e l'Església, que li va agrair l'expulsió dels jueus d'Espanya, amb un ritme eficient que no deixava «ni el temps per respirar, ni els mitjans per interrompre el rumb». El príncep també es pot distingir, com Bernabé Visconti, per recompenses o sancions exemplars.
En cas de conflicte veí, el príncep sempre ha de prendre partit. Aquell que no es declara té la ingratitud dels vençuts sense la gratitud del vencedor –com els romans van dir als aqueus, que els convencessin de prendre partit contra Antíoc: «Mantingueu el premi del guanyador sense adquirir la més mínima glòria per a vosaltres mateixos i sense tenir cap obligació envers vosaltres»–; al contrari, si són dues forces poderoses, aliar-se'n amb una aportarà la seva gratitud si guanya, el seu suport si és derrotada Si són dues forces febles, aliar-se'n amb una la fa victoriosa i, per tant, dependent, i també és una oportunitat per eliminar l'altra força. Tanmateix, per mantenir-se independent, el príncep no s'ha d'aliar amb una presència superior per lluitar contra una altra (vg. els errors de Lluís XII al capítol iii).
Finalment, el príncep ha d'honorar els seus súbdits amb talent i deixar-los lliures d'exercir les seves facultats; ha de «divertir la gent amb festes, espectacles» i comparèixer a les reunions de les corporacions, «sense comprometre mai la majestuositat del seu rang».

### XXII. Secretaris de prínceps
De his quos a secretis principes habent

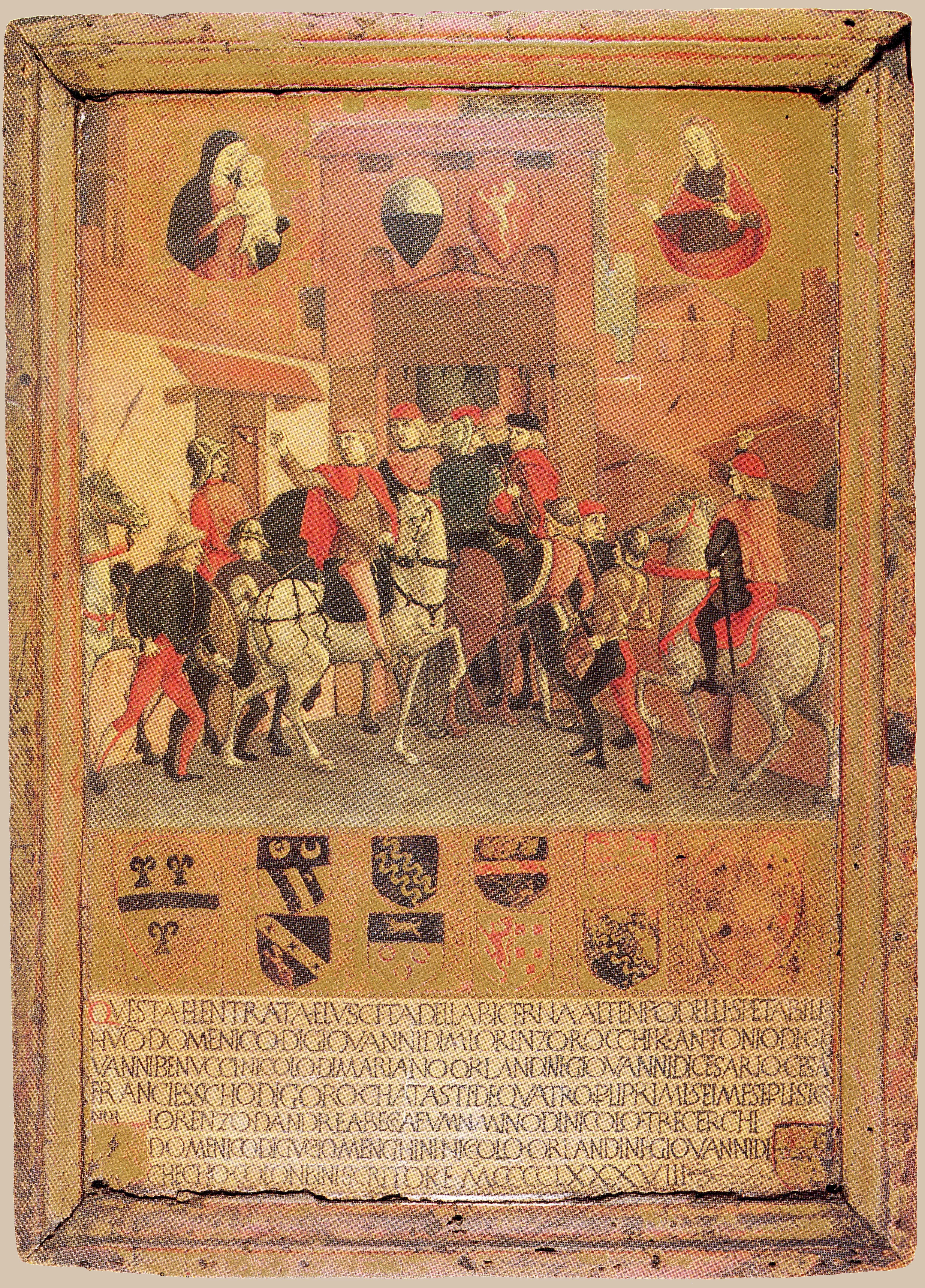
El retorn dels Noveschi a Siena (presa de control de Pandolfo Petrucci representada en una tavoletta di Biccherna (Arxius estatals de Siena)

El seguici que el príncep hagi escollit permet estimar les seves capacitats: Pandolfo Petrucci de Siena és així estimat pel seu secretari Antonio Giordano. El bon príncep és, doncs, aquell que, sense necessàriament ser ell mateix capaç del treball del ministre, està en condicions de jutjar-ne les operacions, «afavorir alguns, reprimir d'altres, sense deixar cap esperança de poder enganyar-lo». El príncep ha de triar un ministre que no busqui el seu propi interès sinó el del príncep. Per induir-lo a conduir-lo així, ha d'omplir-lo de favors, de manera que «estigui plenament convençut que no es podria mantenir sense el suport del príncep».

### XXIII. Com hem de fugir dels afalagadors
Quomodo adulatores sint fugiendi

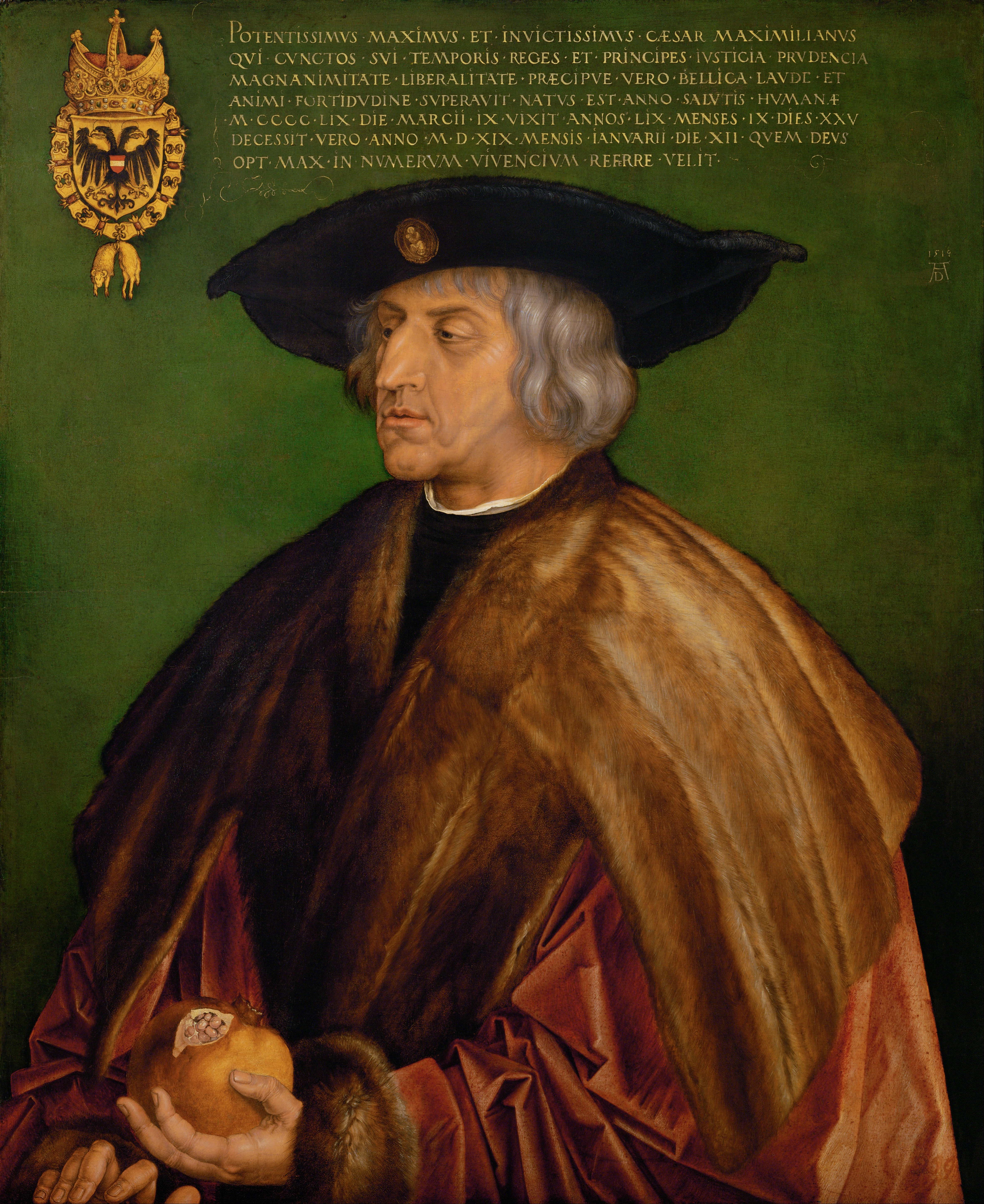
Maximilià I, Albrecht Dürer, 1519, pintura sobre fusta, Museu d'Història de l'Art de Viena, Viena

Deixar-se afalagar és un «error» i el príncep no ha de «deixar-se corrompre per aquesta plaga». Tampoc no ha d'abolir la hipocresia de tota la gent, perquè «si qualsevol persona pot dir lliurement a un príncep el que creu que és cert, aviat deixa de ser respectat». La solució és escollir només uns quants consellers que respondran francament a les preguntes del príncep. Maquiavel subratlla que només parlaran sota demanda i que no seran ells els que prendran les decisions, sinó el príncep després d'escoltar la veritat. La forma del grup d'assessors permet al príncep consultar diferents opinions i, per tant, prendre la decisió correcta. No escoltar tothom, en cap moment, li permet no canviar d'opinió constantment. L'emperador Maximilià es configura com un contraexemple: sense prendre consells, sempre s'enfronta després de les seves decisions amb oposicions que li fan canviar d'opinió diverses vegades, la qual cosa li va impedir seguir una clara voluntat política.
No hem de considerar la saviesa del conseller com una pantalla contra la ignorància del príncep: el príncep ben assessorat sempre és un príncep savi (vegeu capítol xxii); perquè un príncep mediocre pot haver triat un bon ministre a l'atzar, però aquest aprofitarà la seva debilitat per tornar-se en contra seva; i si té diversos ministres, no podrà conciliar les seves diferències. «En definitiva, un bon consell, sigui d'on vingui, és fruit de la saviesa del príncep».

### XXIV. Per què els prínceps d'Itàlia van perdre els seus estats
Cur Italiae principes regnum amiserunt
El poder del nou príncep que actua seguint els preceptes de Maquiavel és igual al del príncep hereditari i, fins i tot, el supera, perquè la gent està més afectada pels beneficis recents que pels antics beneficis i perquè aquest príncep no li deurà res. Si, malgrat l'observança d'aquests preceptes, alguns prínceps d'Itàlia, com el rei de Nàpols o el duc de Milà, van ser destituïts, és per la seva mala gestió militar (vegeu els capítols xii-xiv), o bé perquè no sabien com guanyar-se la gent ni assegurar els grans. Al contrari, Filip V de Macedònia, gràcies al seu talent de capità i al suport del poble, va resistir els romans durant molts anys i va conservar el seu regne durant la derrota. Així, els prínceps caiguts d'Itàlia només haurien de culpar-se a ells mateixos, aquells que «durant la calma, no es preocupen per la tempesta», aleshores, atrapats per les adversitats, es deixen caure esperant que se'ls aixequi; però, quan se'ls aixecaria, serien deutors i per tant, serien en una mala posició: perquè «per a un príncep no hi ha altra defensa bona, segura i duradora que aquella que depèn d'ell mateix i del seu propi valor».

### XXV. Quan, en les coses humanes, la fortuna té poder, i com s'hi pot resistir
Quantum fortuna in rebus humanis possit, et quomodo illi sit occurrendum
Alguns esdeveniments importants i imprevisibles estan fora del nostre control. «Tanmateix, en no poder admetre que el nostre lliure albir es redueix a res, imagino que pot ser cert que la fortuna disposa la meitat de les nostres accions, però deixa aproximadament l'altra meitat en poder nostre». La fortuna és com un riu quan es desborda, escombrant tota resistència al seu pas, tret que s'hi hagin construït dics per endavant. Així la fortuna «mostra sobretot el seu poder on no s'ha preparat cap resistència i porta la seva fúria on sap que no hi ha cap obstacle disposat a aturar-la». En aquesta analogia, Itàlia és «un gran camp que no està garantit per cap tipus de defensa», a diferència d'Alemanya, Espanya o França.
A continuació, Maquiavel analitza amb més precisió el vincle del príncep amb la fortuna: si confia en ella, caurà amb ella; si no, pot ser prudent o descarat, pacient o no, utilitzar violència o artifici. Els prínceps de diferents personatges, per exemple un circumspecte i l'altre impetuós, poden tenir èxit, ja que són de diferents edats i «el que és bo no ho és sempre». Així, el príncep pacient i prudent només prosperarà si les circumstàncies no canvien, mentre que l'impetuós, al contrari, sap canviar amb les circumstàncies. Així, contra els consells de Venècia, Espanya i França, Juli II va atacar Bolonya: la seva iniciativa va paralitzar Venècia espantada i Espanya interessada, i va obtenir el suport del rei de França. No obstant això, aquest papa «probablement va patir [contratemps] si hagués arribat en un moment en què s'hagués de comportar amb precaució; perquè mai no s'hauria pogut apartar del sistema de violència al qual el seu personatge el portava massa sovint».
Així, el príncep circumspecte és feliç en un període estable; el príncep impetuós, en un període de canvis i, a causa de la seva tossuderia, tots dos són infeliços en la transició d'un període a l'altre. No obstant això, Maquiavel recomana impetuositat «perquè la fortuna és dona: per mantenir-la submisa cal tractar-la amb duresa; més aviat cedeix als homes que fan servir la violència que als que actuen amb fredor: per tant, sempre és amiga dels joves, menys reservats, més temperats i que manen amb més atreviment».

### XXVI. Exhortació a lliurar Itàlia dels bàrbars
Exhortatio ad capessendam Italiam in libertatemque a barbaris vindicandam

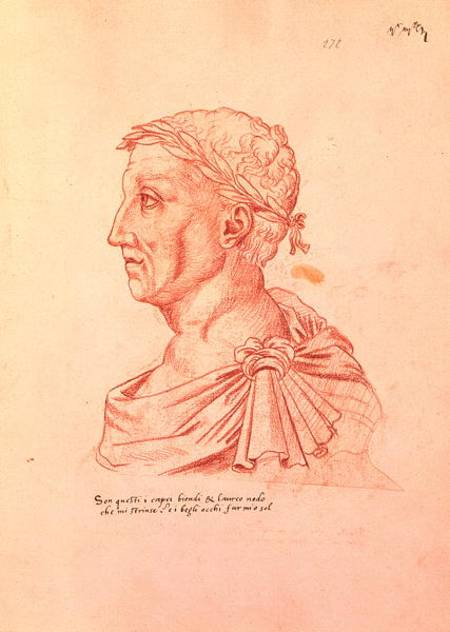
Petrarca (sanguina de Jacques Le Boucq)

Les circumstàncies es reuneixen perquè un príncep unifiqui Itàlia: era necessari que fos desafortunada per a apreciar el valor d'un nou príncep (vegeu capítol vi), havia de ser «sense caps, sense institucions, colpejada, esquinçada, envaïda, i aclaparada per tota classe de desastres» perquè "«algun geni pogui il·lustrar-se». Cèsar Borja gairebé ha estat aquest home; ara és Llorenç II de Mèdici, a qui Maquiavel es dirigeix, qui ha de respondre a les esperances d'Itàlia, la qual cosa serà fàcil seguint els exemples donats per l'obra, i just perquè «la guerra és sempre justa quan és necessària, i les armes són sagrades quan són l'únic recurs dels oprimits».

La feblesa militar d'Itàlia, que va impedir tota unificació anterior i tota victòria sobre un exèrcit estranger, no es deu al poc valor dels soldats italians, que per contra és molt gran, sinó a la feblesa i la insubordinació dels caps. Llorenç II de Mèdici ha de "proporcionar, doncs, forces nacionals" que venceran als estrangers, fins i tot les infanteries suïssa i espanyola, que tenen els seus defectes, que l'exèrcit italià no tindrà. Maquiavel continua amb una exhortació retòrica i acaba citant Petrarca:
| « | El valor agafarà les armes Contra la fúria i aviat la superarà Perquè el vell valor no ha mort En els cors italians | » |

## Anàlisi

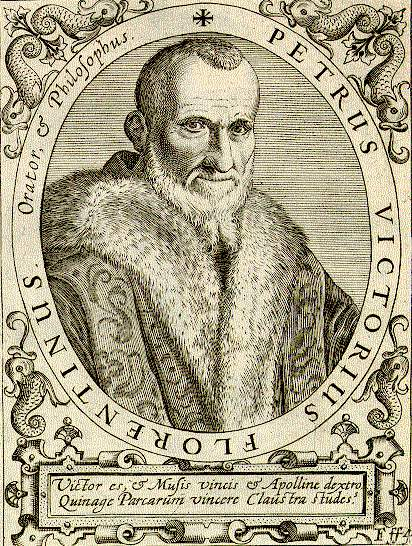
Piero Vettori

Contràriament a la majoria dels tractats tradicionalment destinats a l'edificació moral del cap d'estat, suposats a animar-lo a l'ús virtuós i just del poder, Maquiavel planteja ràpidament que no hi ha poder virtuós si no hi ha poder efectiu. També la pregunta fonamental proposada en aquesta obra no és «com usar bé el poder segons les virtuts morals i cristianes?» sinó «com obtenir el poder i conservar-lo?»
No es tracta de referir-se a valors morals transcendents com feia Plató en La República, ni de perseguir una utopia. La política ha d'exercir-se tenint en compte les realitats concretes, la qual cosa fa necessari passar la moral al segon pla, i a un marge de llibertat entre la contingència de la història (la fortuna) i el seu caràcter cíclic i etern.
En lloc de partir del que idealment hauria de ser, Maquiavel proposa començar coses des de la «veritat efectiva». Tanmateix, en política, això es refereix sobretot al conflicte entre persones i a la necessitat de regular les seves relacions pels mitjans més eficaços. Entre aquests mitjans, la por inspirada pel príncep, pel desplegament del seu poder, és un dels més adequats. Per tant, el príncep haurà d'esforçar-se en primer lloc per adquirir tots els mitjans militars, econòmics i legals que en garanteixin la força. Tampoc hauria de dubtar a castigar severament aquells que disputen la seva autoritat, preferiblement esforçant-se per marcar la imaginació (per exemple, la tortura pública), tot tenint cura de no ser massa temuts per tots, per no atreure l'odi, que és massa perillós per a l'estabilitat del poder. Així, l'ordre es conservarà a la ciutat i li donarà un servei molt millor que si, per debilitat o «tolerància, permet instal·lar-hi la disputa i el desordre. D'aquesta manera, aconseguirà ser temut i estimat per les seves qualitats de líder. En una carta a Piero Vettori del 16 d'abril de 1527, escriu així Maquiavel:
| « | Jo […] estimo la meva pàtria més que la meva ànima; i us ho dic després de l'experiència d’aquests darrers seixanta anys, durant els quals hem treballat en les qüestions més difícils, en què és necessària la pau, però en què no podem abandonar la guerra i tenir un príncep a mà que, amb dificultats, pot aconseguir-ne només una cosa o l'altra. | » |

La «virtut» o més aviat «l'habilitat, l'energia» del príncep, que Maquiavel designa com virtù, no és moral sinó política: és la capacitat de conservar el poder i d'afrontar les contingències de la història (la fortuna) sabent dosificar el temor i l'amor que pot inspirar, de manera que mantingui l'ordre i la unitat de la seva ciutat. L'originalitat del pensament de Maquiavel és, no obstant això, no aconsellar al príncep menysprear qualsevol forma de moralitat: per a garantir el suport i el suport de la població, el príncep haurà de respectar públicament, almenys en aparença, les regles de moral admeses pel poble. No importa que en privat menyspreï aquestes regles, i de fet sovint haurà d'anar contra la moral en les seves accions polítiques secretes; per exemple, que no dubti a trair la seva pròpia paraula si és un mitjà de conservar el poder, però públicament sempre haurà de ser capaç d'«enganyar» perquè el seu poble no es giri contra seu.
Finalment, un altre punt important rau en la divisió de la ciutat en dos estats d'ànim antagònics, el de la gent i el dels grans. Tanmateix, Maquiavel recomana al príncep que confiï en la gent més que en els grans, per preservar el seu poder, que és una de les raons que va permetre a un cert nombre d'autors (Rousseau o, més a prop de nosaltres, Philip Pettit), classificar-lo entre els republicans.

## Llegat

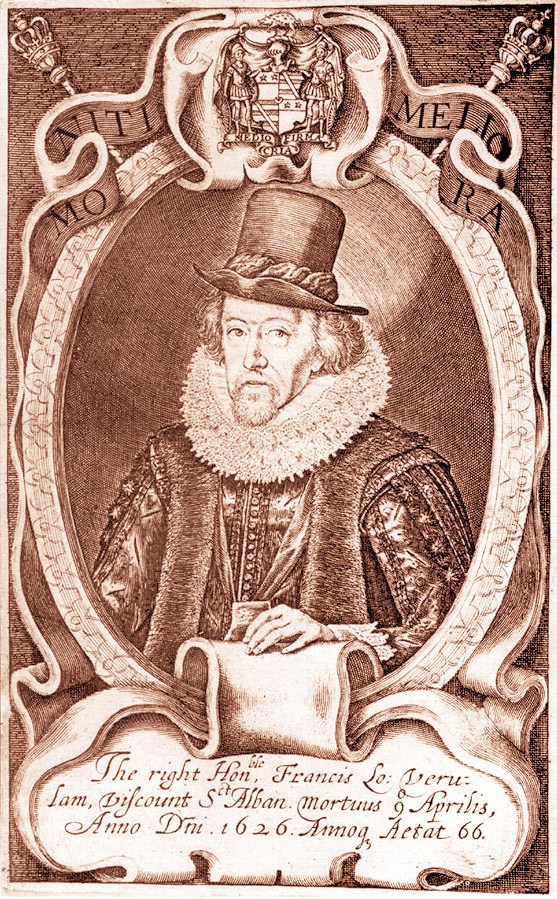
Francis Bacon

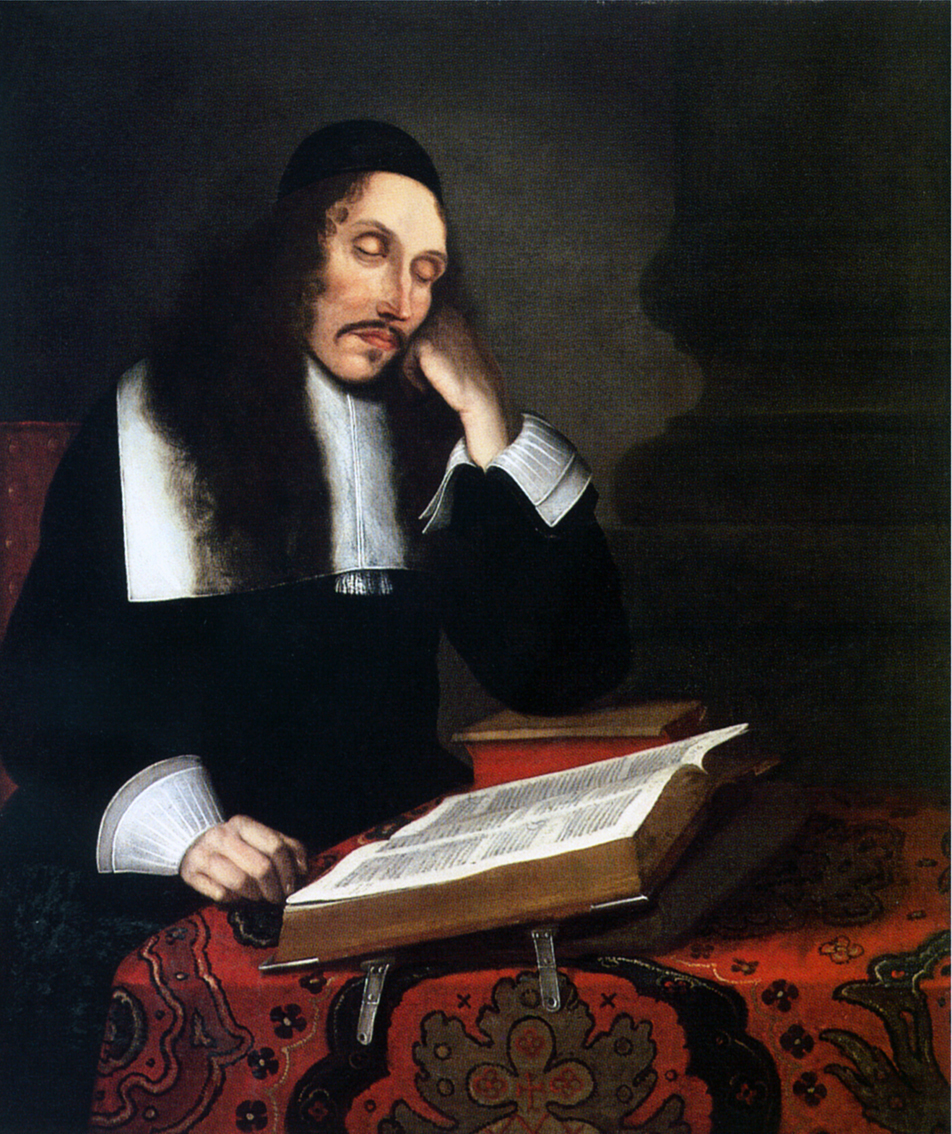
Retrat de Baruch Spinoza de Franz Wulfhagen (1664, col·lecció privada)

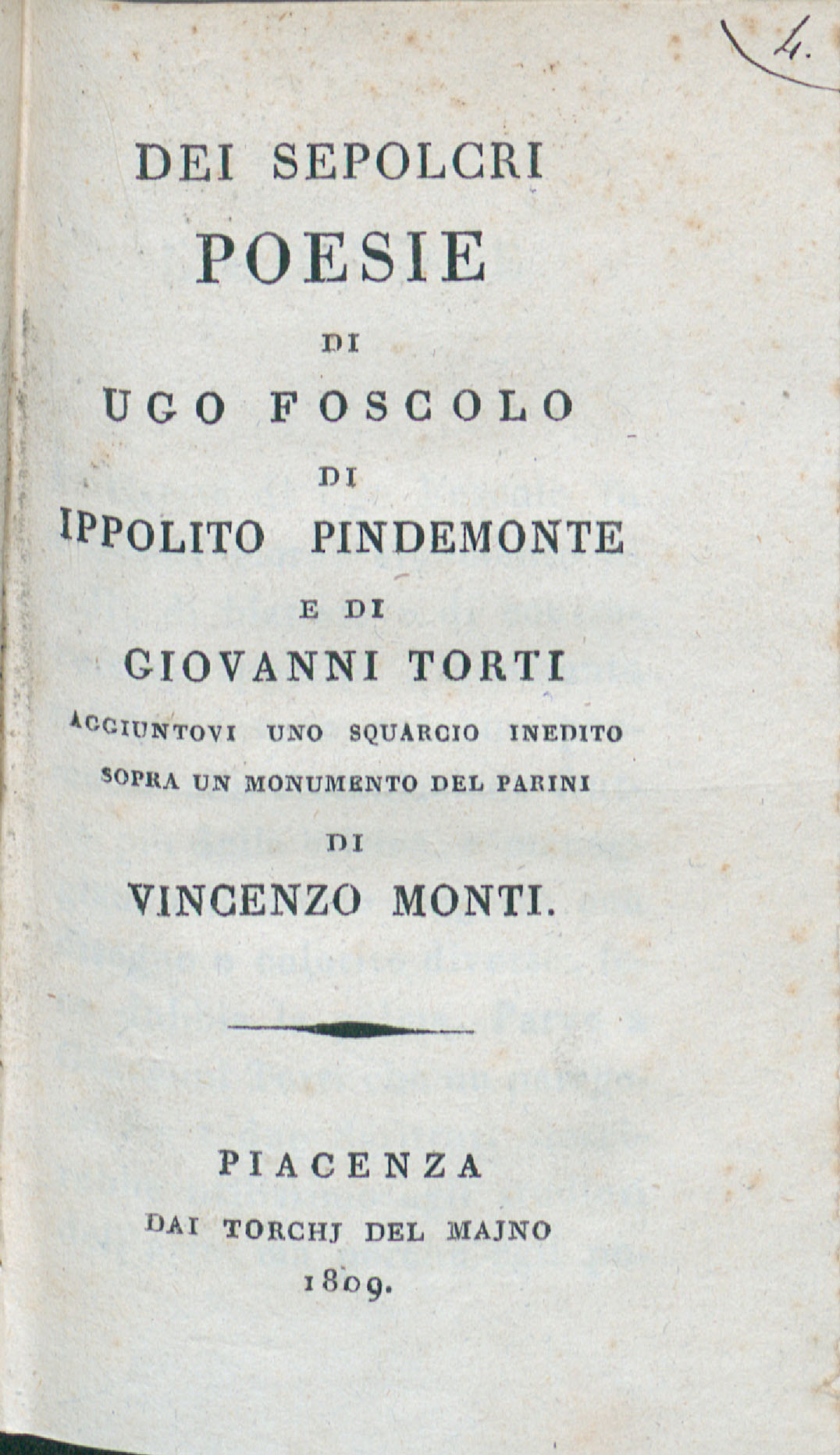
Dei sepolcri, 1809

A partir de la seva publicació el 1532, l'obra té un èxit important: quinze edicions estarien en circulació després d'uns vint anys. Suscita ràpidament crítiques, sobretot per la seva absència de consideracions morals, que xoca amb els principis religiosos. S'allista a l'Índex de llibres prohibits el 30 de desembre de 1559. El príncep és censurat a Itàlia a partir de 1564; des de 1576, Innocent Gentillet, home de lletres francès i hugonot, publica el seu Discurs sobre els mitjans de governar bé, més conegut pel seu subtítol, Anti-Maquiavel. Els preceptes de Maquiavel, segons ell, aplicats al regne de França, són responsables del pas d'un antic regne, pròsper i pacífic, a una tirania estripada per les guerres de religió:
| « | La diferència entre l’antic govern (que seguia els passos, maneres i costums dels nostres avantpassats) i el modern, basat en la doctrina de Maquiavel, es pot veure pels efectes que se’n desprenen. Perquè per a l’antic govern francès, el regne es mantenia en pau i tranquil·litat sota les seves antigues lleis, sense guerra civil, amb prosperitat i gaudint del lliure comerç; i els subjectes conservaven el gaudi de les seves propietats, finques, franquícies i llibertats. Però ara, pel govern italià i modern, les bones i antigues lleis del regne són abolides, es fan guerres cruels a França, la pau es trenca, el poble s'arruïna i no menja, i el comerç és aniquilat. | » |

Montaigne en els seus Assaigs tracta el debat entre Maquiavel i Gentillet com a exemple d'una polèmica interminable, en què es poden aportar a cada argument «respostes, duplicats, rèpliques, triplicats, quadruplicats», també cita El Príncep com a llibre de capçalera dels grans del seu temps. Tanmateix, refuta l'afirmació de Maquiavel que el príncep no ha de complir les seves promeses, no en termes morals, sinó en termes polítics, argumentant que, si el príncep no manté les seves promeses, perdrà la confiança dels seus companys i, per tant, la seva influència sobre ells. L'humanista francès s'interessa, doncs, per l'obra del polític florentí i podem trobar en ell un esperit maquiavèl·lic, en particular en una visió d'un moviment real i en mutació perpètua.
El 1605, Francis Bacon cita Maquiavel diverses vegades en el seu tractat Sobre el progrés i la promoció del coneixement. Hi afirma en particular que el mèrit d'El príncep és que permet veure clarament el joc dels tirans, el que fa possible així d'oposar-s'hi:
| « | Perquè, per als enganys i els artificis, passa com a la faula del basilisc —si et veu primer, mors per això; però si primer el veus tu, és ell qui mor— que, si són els primers a ser descoberts, perden la vida; però si actuen primer, són perillosos. De manera que tenim un gran deute amb Maquiavel i amb d'altres que van escriure el que fan les persones i no el que haurien de fer. | » |

Durant el segle xvii i malgrat l'anatema que pesava sobre Maquiavel, El príncep sembla trobar ressò en la filosofia racionalista. Així, Descartes surt del seu silenci sobre política per comentar l'obra en una carta a la princesa Elisabeth; fins i tot quan refuta l'obra, n'accepta el principi i els seus arguments són més aviat polítics que no pas religiosos. Respon així a Maquiavel, que defensa no complir les seves promeses: 
| « | Pel que fa als aliats, un príncep ha de complir exactament la seva paraula, fins i tot quan sigui perjudicial per a ell; perquè no ho podia ser tant, que la reputació de no deixar de fer allò que ha promès li sigui útil; i només pot adquirir aquesta reputació en aquelles ocasions en què té alguna pèrdua; però en aquelles que l'arruïnarien del tot, el dret de gents el dispensa de la seva promesa. | » |

Spinoza també evoca El príncep en el seu Tractat polític, i en qualifica l'autor d'«home savi», la qual cosa és de gran pes, atès que la saviesa constitueix, en el lèxic de l'Ètica, el moment culminant de la perfecció humana. El filòsof neerlandès es planteja la qüestió de l'objectiu de Maquiavel: «Quins mitjans ha d'utilitzar un príncep omnipotent, dirigit pel seu apetit de dominació, per a establir i mantenir el poder, el molt penetrant Maquiavel ho ha mostrat abundantment; però, quant a la finalitat que ha considerat, no hi apareix massa clarament.» Spinoza emet conjectures sobre aquesta perspectiva: posar en guàrdia el poble perquè no exciti la crueltat del tirà, o mostrar les malifetes del règim monàrquic.

Aquesta última suposició, segons la qual El príncep seria un llibre republicà, és polèmica en el segle de la Il·lustració. Frederic el Gran publica el 1740 un Anti-Maquiavel, redactat en francès i corregit i editat pel seu amic Voltaire. Frederic associa Spinoza i El príncep, i en rebutja la conjectura d'aquest sobre aquell, afirmant que es dirigeix als prínceps i els proposa de fer el mal. En l'obra, els capítols de la qual coincideixen amb els d'El príncep,
| « | Vaig arriscar els meus pensaments sobre "El príncep" de Maquiavel capítol per capítol, de manera que l’antídot es troba immediatament al costat del verí. | » |

està construïda com una refutació sistemàtica, refutació que té un fonament moral; Frederic parla de «la gosadia amb què aquest abominable polític ensenya els crims més temibles» i atribueix al príncep una responsabilitat ètica, i alhora política.
| « | Com que és molt fàcil per a un jove ambiciós, el cor i el judici del qual no estan prou formats per distingir el bé del mal, és corromput per màximes que afalaguen les seves impetuoses passions, cal mirar qualsevol llibre que pugui contribuir-hi com absolutament perniciós i contrari al bé de la humanitat, | » |

| « | Si és dolent seduir la innocència d’un individu que només influeix lleugerament en els assumptes del món, ho és més pervertir els prínceps que han de governar els pobles, administrar justícia i donar exemple als seus súbdits, per ser, per la seva bondat, per la seva magnanimitat i la seva misericòrdia, la imatge viva de la Divinitat, i que haurien de ser reis menys per la seva grandesa i el seu poder que per les seves qualitats personals i les seves virtuts. | » |

Així, en la seva refutació del capítol «Com s'han de governar els estats o principats que, abans de la conquesta, vivien sota les seves pròpies lleis», que execra particularment, Frederic comença per rebutjar moralment el sotmetiment d'un poble lliure. Després mostra la seva inutilitat estratègica, ja que una vegada que el príncep ha saquejat el país per assegurar-se'n la fidelitat, la seva conquesta no li servei de res. «Per què conquerir aquesta república, per què posar tota la humanitat en ferros, per què reduir les persones lliures a l'esclavitud? Manifestar la vostra injustícia i la vostra maldat a tota la terra i desviar al vostre interès, amb un poder que havia de fer la felicitat dels ciutadans». Per contra, Bacon reprèn Diderot el 1755 en l'article «Maquiavel·lisme» de l'Enciclopèdia: «Bacon, el canceller no es va equivocar quan va dir: aquest home no ensenya res als tirans. Saben massa bé què fer, però ell instrueix la gent del que han de témer».
| « | Quan Maquiavel va escriure el seu tractat sobre el príncep, és com si hagués dit als seus conciutadans: "llegiu atentament aquest llibre. Si mai accepteu un mestre, ell serà com jo el pinto: aquí teniu la ferotge bèstia a la qual us lliurareu | » |

Així mateix, el 1762, Rousseau cita en el Contracte social Maquiavel com el que va mostrar l'interès dels prínceps per oprimir el poble.
| « | Admeto que, assumint que els súbdits sempre eren perfectament submisos, l’interès del príncep seria que la gent fos poderosa, de manera que aquest poder que els pertocava els feia redubtables per als seus veïns; però com aquest interès només és secundari i subordinat, i les dues suposicions són incompatibles, és natural que els prínceps sempre donin preferència a la màxima que els és més útil immediatament. Això és el que Samuel va representar fortament als hebreus; això és el que va deixar clar Maquiavel. | » |

 Dedueix que «fent veure que donava lliçons als reis, donava grans lliçons al poble. El príncep de Maquiavel és el llibre dels republicans». Més aviat va ser Montesquieu qui es va inspirar en Maquiavel, sobretot en els discursos, però també en El príncep, del qual va tenir tres edicions; més enllà de les poques al·lusions directes, podem veure un vincle més profund entre el pensament dels dos filòsofs, una actitud comuna envers la política i el mateix rebuig dels prejudicis.
Des de principis del segle xix, mentre les edicions d'El príncep es multipliquen, l'obra es veu amb una nova perspectiva que ja no li suposa cap significat ocult. Així, el 1807, Ugo Foscolo va celebrar Maquiavel en el seu poema Sepulcres, insistint en el missatge patriòtic d'El príncep en el context del Risorgimento. En la mateixa perspectiva d'una unificació nacional contra l'invasor napoleònic, el filòsof alemany Johann Gottlieb Fichte (1762 -1814) va publicar el mateix any un assaig Sobre l'escriptor Maquiavel i passatges de les seves obres, en què, referint-se a Maquiavel i traduint-lo, adopta l'actitud d'un Maquiavel del Regne de Prússia que ell vol veure com resisteix a Napoleó, i com unifica Alemanya. Durant aquest període, Alexis de Tocqueville també va opinar desfavorablment sobre l'obra del filòsof italià. En una carta a Louis Kergorlay, datada el 5 d'agost de 1836, s'expressa en aquests termes: «Maquiavel és l'avi de M. Thiers. Això ho diu tot.» Va considerar que la seva concepció de la política era amoral i cínica.
Hegel va introduir un nou punt de vista: El príncep seria una presa de consciència de la necessitat històrica de l'època. En el seu assaig Sobre la constitució alemanya, després d'haver notat les similituds entre l'Alemanya que ell coneixia i la Itàlia de Maquiavel, va condemnar l'«estretor de vista» dels qui van condemnar El príncep com un manifest de la tirania; refuta la interpretació d'El príncep com a algú que duu un sentit republicà ocult, proclama l'exactitud de l'obra com una resposta a un determinat context històric i conclou el seu desenvolupament sobre l'obra tot afirmant: «L'obra de Maquiavel segueix sent el seu gran testimoni del seu temps i de la seva pròpia fe, que el destí d'un poble que corre cap a la ruïna pot ser salvat per un geni.» Confirma el seu judici en les seves Lliçons sobre la filosofia de la història, en què considera la «mala fe irreductible i la perfecta abjecció" dels senyors feudals italians i la necessitat d'instaurar l'estat unificat com a justificació ètica dels crims que suggereix El príncep. Antonio Gramsci, líder comunista italià del segle xx, veu també Maquiavel com un pensador de les exigències de la història i es refereix a ell per elaborar la seva concepció del partit comunista com a «Príncep modern». Louis Althusser, de qui Maquiavel va ser una font d'inspiració important, va seguir aquestes anàlisis.

## La recepció d'El príncepals territoris de parla catalana.
Una de les vies d'entrada de les teories polítiques d'El príncep fou a través del valencià Frederic Furió (1527-1592) que s'havia format a València, París i Lovaina i fou un dels més matiners defensors de la tolerància religiosa a Europa. Seguit de prop per la Inquisició comptà, però, amb la protecció de l'emperador Carles V, el qual el feu preceptor del seu fill, el futur Felip II. Aquest el nomenà el seu secretari.
Vers 1585 es platejà a la Inquisició l'autorització per fer la traducció d'El príncep a càrrec de l'humanista valencià i bisbe de Vic Joan Baptista Cardona. Intent que no reeixí. Cosa que ja s'havia provat prèviament amb el tortosí Marc Antoni Aldana. Ambdues iniciatives foren impulsades pel duc de Sessa. Durant el segle següent, els plantejaments de Maquiavel comptaren, a casa nostra, amb destacats opositors com el matemàtic i jurista mallorquí Vicenç Mut. També del gironí Francesc Garau.
La primera traducció catalana d'El príncep de Maquiavel fou una versió de Josep Pin i Soler de 1920. La qual també incorporava, també, un aplec de cartes de Maquiavel a personatges com Francesco Vettori i Francesco Guicciardini que ajuden a entendre la construcció del tractat.
Als anys seixanta del segle XX Josep Maria Boix i Selva pensà a fer una nova traducció d'El príncep a cura de Salvador Espriu. Intent que finalment no reeixí. Així mateix, al primer terç del segle xx, Pere Coromines treballà en una traducció del llibre de Maquiavel que finalment restà inacabada. El manuscrit original es conserva a la Biblioteca de Catalunya.
El 1982 l'editorial Laia publicà una traducció al català d'El príncep dins la col·lecció "Textos filosòfics" que dirigien Josep Maria Casamiglia, Pere Lluís Font i Josep Ramoneda. Sota el patrocini de la Fundació Jaume Bofill. Des de finals del segle XX i durat el segle XXI han vist la llum diverses traduccions d'aquest tractat de l'escriptor italià com les de Carme Arenas i Jordi Moners i Sinyol.